# Straßenbahn Chemnitz
Die Straßenbahn Chemnitz ist ein Teil des schienengebundenen öffentlichen Personennahverkehrs in der Stadt Chemnitz in Sachsen. Eigentümer der Infrastruktur ist die Chemnitzer Verkehrs-Aktiengesellschaft (CVAG), die auch den innerstädtischen Busverkehr betreibt. Eine Besonderheit ist die Verknüpfung des Straßenbahnnetzes mit den Eisenbahnstrecken ins Umland nach dem sogenannten Chemnitzer Modell. Die erste Verknüpfung dieser Art wurde 2002 in Altchemnitz mit der Eisenbahnstrecke nach Stollberg hergestellt, 2016 folgte die Verbindung zum Eisenbahnnetz am Hauptbahnhof. Mit Stand 2020 verkehren auf dem Chemnitzer Straßenbahnnetz fünf innerstädtische Linien der CVAG sowie vier Linien der City-Bahn Chemnitz ins Umland.

## Streckennetz und Gleisanlagen
Das nach BOStrab betriebene Straßenbahnnetz umfasst 34,0 Kilometer (Stand Ende 2018), ist durchgehend zweigleisig ausgebaut und ist großteils auf einem eigenen Gleiskörper trassiert. Zentrale Umstiegsstation zwischen allen neun Linien ist die Zentralhaltestelle. Für 2015 und 2016 wurde die Gesamtlänge des Streckennetzes noch mit 30,4 km angegeben.
Die Gleise besaßen zunächst die in Deutschland ungewöhnliche Spurweite von nur 3 englischen Fuß (knapp 915 mm), die bis zum Ausbruch des Ersten Weltkrieges geringfügig auf 925 mm erweitert wurde. Die bereits in den 1930er Jahren angestrebte Umstellung auf die Normalspur von 1435 mm konnte zunächst nicht durchgeführt werden. Erst 1958 begann die schrittweise Umstellung des Streckennetzes. Die letzte Schmalspurstrecke wurde 1988 außer Betrieb gesetzt.

## Liniennetz
Stand: 29. Januar 2022
| Linie | Strecke                                                                            | Stationen | Betreiber | Takt Tagesverkehr Mo–Fr | Bemerkungen |
| ----- | ---------------------------------------------------------------------------------- | --------- | --------- | ----------------------- | --- |
| 1     | Schönau ↔ Brückenstr./Freie Presse                                                 | 11        | CVAG      | 10 min                  | planmäßig ab Brückenstr./Freie Presse weiter als Linie 2 nach Bernsdorf |
| 2     | Bernsdorf ↔ Brückenstr./Freie Presse                                               | 10        | CVAG      | 10 min                  | planmäßig ab Brückenstr./Freie Presse weiter als Linie 1 nach Schönau |
| 3     | Technopark ↔ Hauptbahnhof                                                          | 12        | CVAG      | 10 min                  | stellt zusammen mit den Linien C13, C14 und C15 einen 10-Minuten-Takt |
| 4     | Hutholz (über Stollberger Straße) ↔ Hauptbahnhof                                   | 21        | CVAG      | 10 min                  | |
| 5     | Gablenz ↔ Hutholz (über Annaberger Straße)                                         | 27        | CVAG      | 10 min                  | |
| C11   | (Stollberg ↔) Altchemnitz ↔ Zentralhaltestelle ↔ Hauptbahnhof                      | 17 (+11)  | CB        | 30 min                  | Unmittelbar südlich der Wendeschleife Altchemnitz Übergang auf die Bahnstrecke Zwönitz–Chemnitz Süd mit Betrieb nach EBO, zehn Stationen im Eisenbahnnetz |
| C13   | (Burgstädt ↔) Hauptbahnhof ↔ Zentralhaltestelle ↔ Technopark (↔ Aue (Sachs))       | 11 (+26)  | CB        | 60 min                  | Im Hauptbahnhof Übergang auf die Bahnstrecke Neukieritzsch–Chemnitz mit Betrieb nach EBO, fünf Stationen zwischen Chemnitz Hbf und Burgstädt im Eisenbahnnetz, an der Haltestelle Technopark Übergang auf die Bahnstrecke Chemnitz–Adorf mit Betrieb nach EBO. 21 Haltestellen zwischen Chemnitz Technopark und Aue (Sachs) im Eisenbahnnetz.                                                    |
| C14   | (Mittweida ↔) Hauptbahnhof ↔ Zentralhaltestelle ↔ Technopark (↔ Thalheim (Erzgeb)) | 11 (+19)  | CB        | 60 min                  | Im Hauptbahnhof Übergang auf die Bahnstrecke Riesa–Chemnitz mit Betrieb nach EBO, fünf Stationen im Eisenbahnnetz. An der Haltestelle Technopark Übergang auf die Bahnstrecke Chemnitz–Adorf mit Betrieb nach EBO. 14 Haltestellen zwischen Chemnitz Technopark und Thalheim (Erzgeb) im Eisenbahnnetz. Überlagert sich mit C13 zwischen Chemnitz Hbf und Thalheim (Erzgeb) zum 30-Minuten-Takt. |
| C15   | (Hainichen ↔) Hauptbahnhof ↔ Zentralhaltestelle (↔ Technopark)                     | 11 (+7)   | CB        | 60 min                  | Im Hauptbahnhof Übergang auf die Bahnstrecke Dresden–Werdau mit Betrieb nach EBO, sieben Stationen im Eisenbahnnetz. |

Für die von der CVAG betriebenen Linien wurde für 2016 eine Gesamtlänge von 35,1 km angegeben, für 2018 (nunmehr ohne Linie 6, dafür mit Linie 3) von 32,6 km. Die City-Bahn Chemnitz gibt die Länge der von ihr im Streckennetz der CVAG bedienten Linienabschnitte für die Linie C11 mit 6,3 km zwischen Hauptbahnhof und Altchemnitz sowie für die C13 bis C15 jeweils mit 4,3 km zwischen Hauptbahnhof und Technopark an. Mithin beträgt die Gesamtlänge der von der City-Bahn Chemnitz betriebenen Linien auf CVAG-Streckennetz 19,7 km; die Gesamtlänge der in Chemnitz von CVAG und CBC gemeinsam nach BOStrab betriebenen Linien 52,3 km.
Die nach BOStrab von der CVAG betriebenen Strecken der Straßenbahn sind allesamt in Richtung Südwesten, Süden und Südosten ausgerichtet, der nördlichste Punkt des Netzes liegt in der Innenstadt nahe dem Omnibusbahnhof im Verbindungsbogen zwischen der Straße der Nationen und dem Hauptbahnhof. Mit den Linien C13, C14 und C15, die im Rahmen der sukzessiven Umsetzung des Chemnitzer Modells entstanden, sind jedoch auch nördliche Stadtteile von Chemnitz umsteigefrei mit Straßenbahnfahrzeugen an die Innenstadt angebunden.

## Betriebsablauf
Aus- und Einrückfahrten von bzw. zu den Betriebshöfen Altchemnitz und Adelsberg werden in der Regel als Linienfahrt durchgeführt und sind teilweise auch in den Fahrplänen verzeichnet. Bis 2004 waren diese ferner mit einem grün durchgestrichenen Zielschild markiert, um die Fahrgäste auf den abweichenden Linienweg aufmerksam zu machen.
Betriebsintern hat jeder einzelne Kurs eine eindeutige Nummer („Zugnummer“ genannt). Kurse sind die Wagenzüge, die auf einer Linie innerhalb eines Betriebstages im Einsatz sind. Fahrtnummern für einzelne Fahrten von einer Endstelle zur anderen gibt es nicht. 1980 waren beispielsweise Straßenbahnkurse durch eine aus Liniennummer und einer Zählziffer zusammengesetzten Zahl gekennzeichnet. Kurse, die nur im Berufsverkehr im Einsatz waren, trugen die Nummer des nachfolgenden Ganztageskurses mit dem Zusatz „-1“ für früh und „-2“ für nachmittags, sodass es beispielsweise auf der Linie 2 einen Kurs 24-1, einen Kurs 24-2 und auch einen Kurs 24 gab. Die Kursnummern der zweistelligen Linien 13 und 16 (im Jahr 1980) waren entsprechend dreistellig, beispielsweise 131-1 usw.

## Geschichte

### Pferdebahn ab 1880
Am 15. Juli 1879 erhielt der englische Ingenieur W. Roebuck die „Concession zum Bau und Betrieb einer Pferdeeisenbahn in Chemnitz“. Mit der Eröffnung der Pferdebahnstrecke zwischen Centralbahnhof (heute Hauptbahnhof) und Nicolaibrücke (heute Falkeplatz) über die Carolinenstraße (heute Carolastraße), Königstraße (heute Teil der Straße der Nationen), den Johannisplatz und die Poststraße (heute Teil der Bahnhofstraße) am 22. April 1880 wurde der Beginn eines schienengebundenen Nahverkehrsmittels in der Chemnitzer Innenstadt gesetzt. Die anfangs eingleisige Strecke hatte eine Spurweite von knapp 915 mm und war die schmalste in Deutschland.
Am 16. Mai 1880 folgte die erste Erweiterung des Netzes. Zwischen Neustädter Markt (heute Theaterplatz) und Wilhelmplatz (heute Wilhelm-Külz-Platz) verkehrte nun die „gelbe“ Linie. Der Zentrumsring wurde am 17. Juli 1880 geschlossen, nachdem an diesem Tag Gleise von der Nikolaibrücke über die Theaterstraße bis zum Johannisplatz in Betrieb genommen wurden.

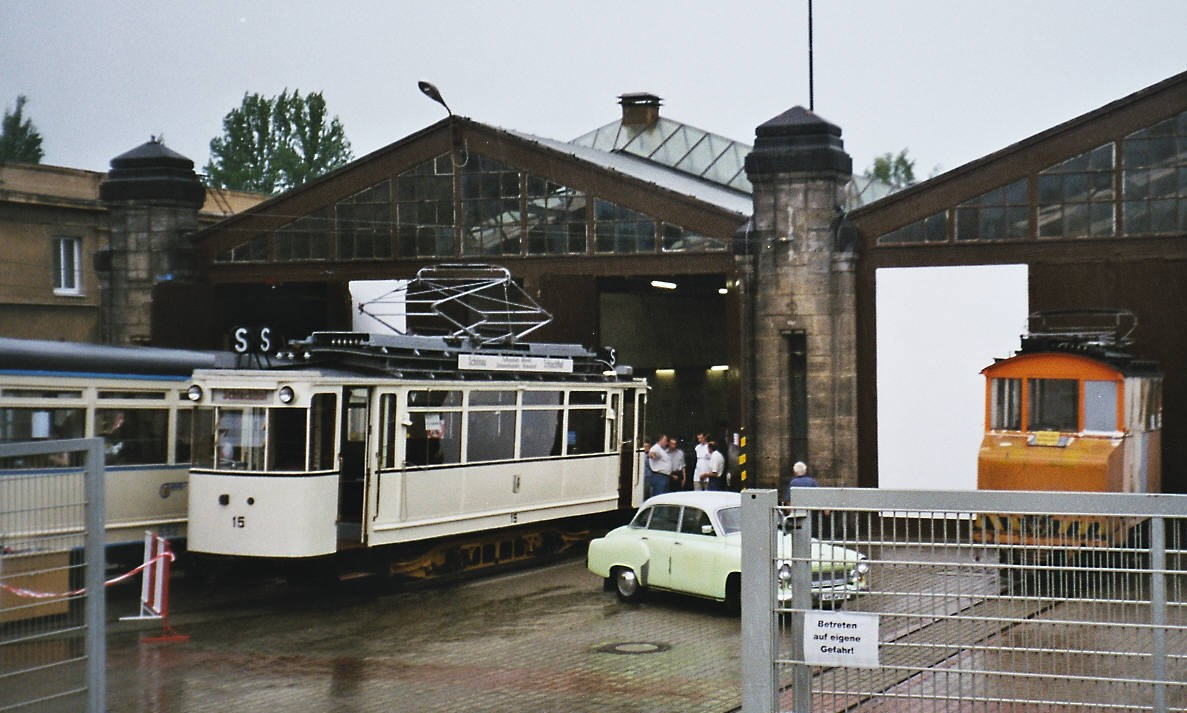
Straßenbahnmuseum im Betriebshof Kappel, 2007

Nachdem am 14. August 1880 die Stadtgrenze zu Kappel (etwa Zwickauer/Goethestraße) erreicht war, wurde am 10. September 1880 an der Zwickauer Straße in Kappel der erste Betriebshof, ausgestattet mit Wagenschuppen, Pferdestall, Futtermagazin und Dienstgebäude, eröffnet. Vorher waren die Pferde und Wagen in einem provisorischen Depot am Hauptbahnhof untergebracht.
Am 14. Oktober 1884 folgte die Verlängerung vom Wilhelmplatz über die Wettiner Straße (heute August-Bebel-Straße) zum Schlachthof am heutigen Thomas-Mann-Platz. Mit dem 15. Mai 1892 erreichte die Pferdebahn mit einer Streckenlänge von 7,15 Kilometern ihre größte Ausdehnung. An diesem Tag wurde die Kappeler Strecke bis nach Schönau verlängert, wo sie am „Wintergarten“ (etwa Zwickauer Str./Guerickestraße) endete.

### Eröffnung der elektrischen Straßenbahn 1893

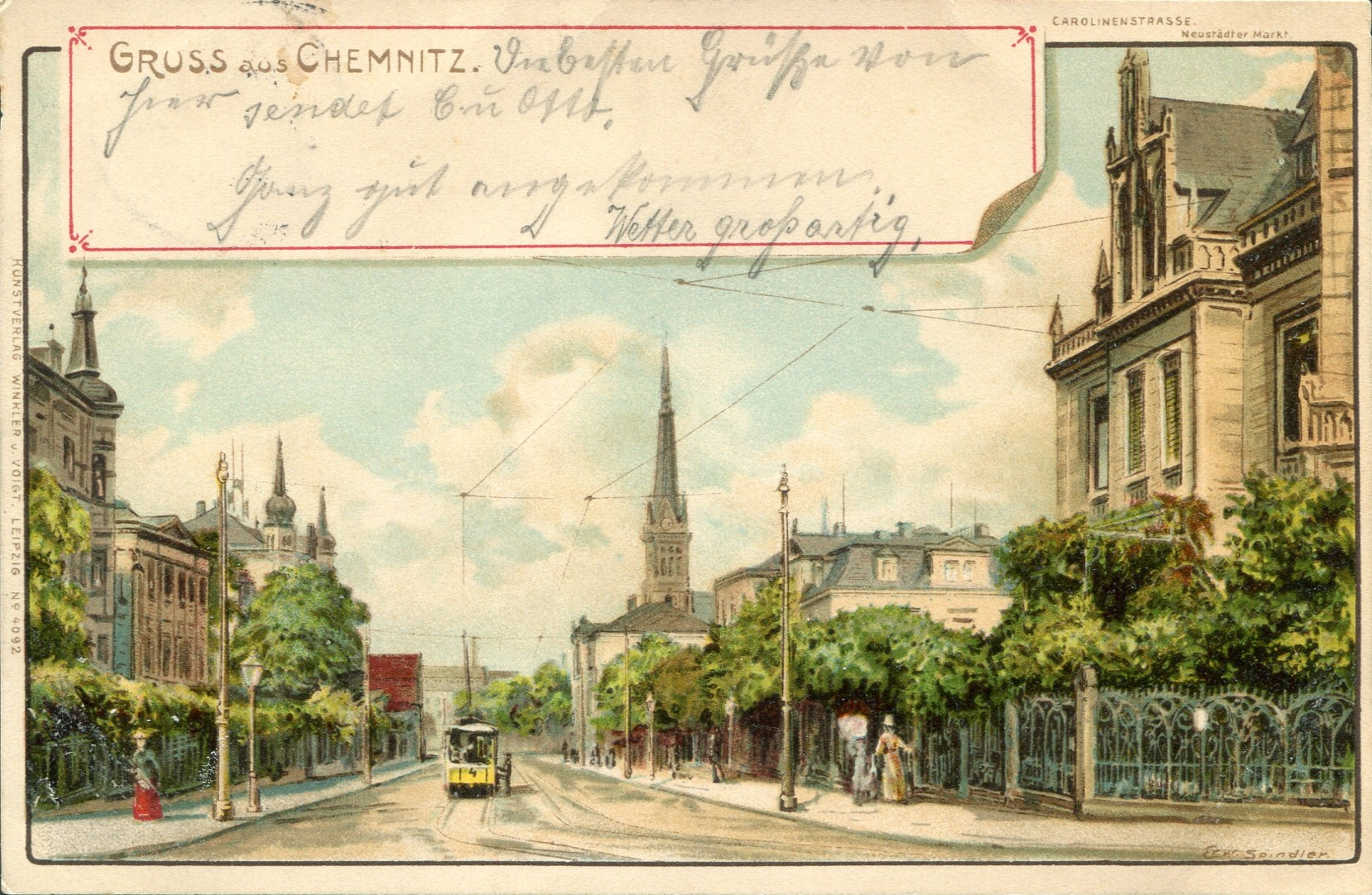
Straßenbahn, zwischen 1860 und 1926 Carolinenstraße/Neustädter Markt

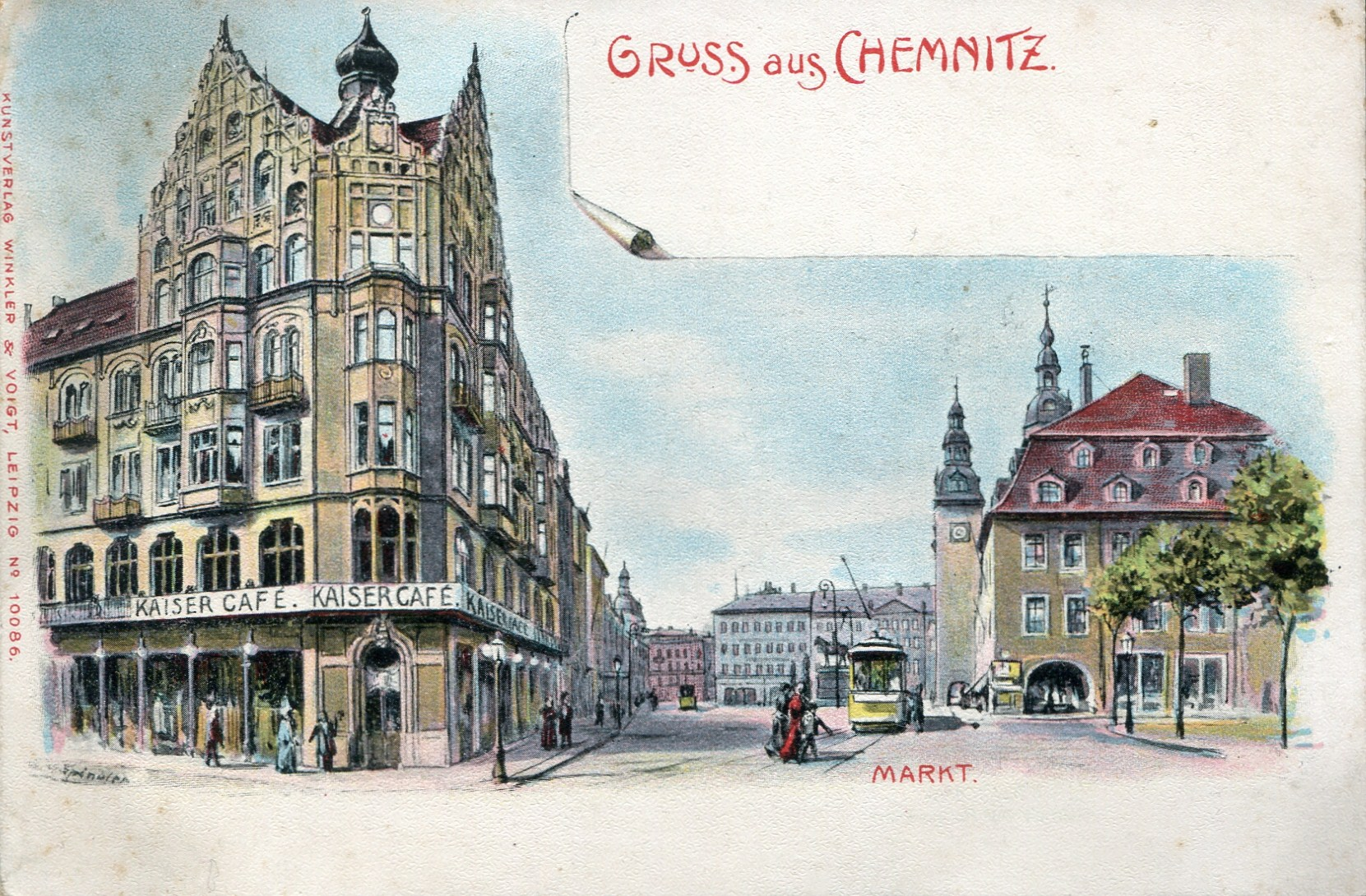
Straßenbahn, zwischen 1860 und 1926 am Markt

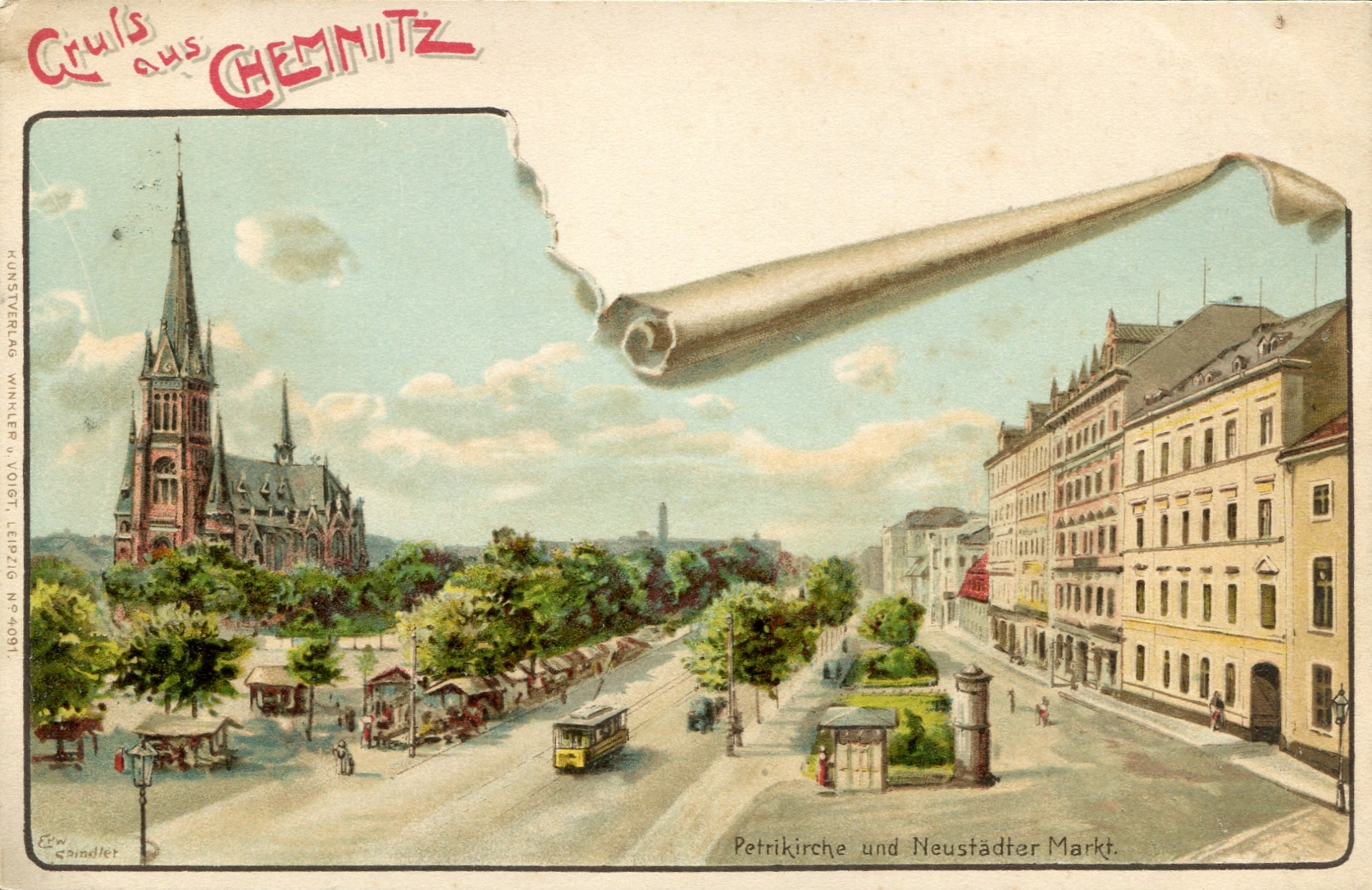
Straßenbahn, zwischen 1860 und 1926 Neustädter Markt/Petrikirche

Am 19. Dezember 1893 wurde auf der Strecke zwischen der Stadtgrenze bei Altendorf über den Markt zum Hauptbahnhof der elektrische Straßenbahnbetrieb aufgenommen. Vier Tage später, am 23. Dezember 1893, folgte die Linie zwischen Holzmarkt (heute östlicher Teil des Rosenhofs) und Rosenplatz. Die hochindustrialisierte Großstadt Chemnitz war damit die neunte Stadt im Deutschen Reich mit einer elektrischen Straßenbahn. Nachdem ab dem 6. Januar 1894 elektrisch zwischen Schönau und Nikolaibrücke gefahren werden konnte, wurde am 12. Januar 1894 die „gelbe“ Linie (Schönau ↔ Schlachthof) komplett elektrisch betrieben. Mit der Inbetriebnahme der Fahrleitung auf der Theaterstraße wurden am 6. Februar 1894 alle Elektrifizierungsarbeiten abgeschlossen. Bis 1898 verkehrten Pferdebahnzüge noch in verkehrsschwachen Zeiten.

### Erweiterungen des Streckennetzes vor dem Ersten Weltkrieg
Ab 1894 wurde das Streckennetz weiter ausgebaut:
24.06.1894 Verlängerung der Strecke vom Rosenplatz bis zur Bernsdorfer Straße/Wartburgstraße („Neuer Friedhof“)
30.06.1898 Verlängerung der Altendorfer Strecke von der Stadtgrenze bis zur „Wiesenburg“, wo ein neues Depot entstand
02.10.1898 Verlängerung der Schönauer Strecke über Neustadt, Siegmar bis zur Kirche Reichenbrand
19.11.1899 Inbetriebnahme der neuen Strecke von der Brückenstraße bis zur Mühlen-/Hermannstraße
19.11.1899 Inbetriebnahme der neuen Strecke von der Poststr./Annaberger Straße bis zur Treffurthbrücke.
25.11.1899 Verlängerung der Mühlenstraßen-Linie bis zur „Scheibe“ in Furth (etwa am Cammann-Hochhaus in Furth)
25.11.1899 Verlängerung der Altchemnitzer Linie bis zur Kirche Altchemnitz
09.01.1900 Verlängerung der Holzmarktstrecke über Roßmarkt, Nikolaibrücke, Stollberger Straße bis zum Nikolaibahnhof (heute Haltepunkt Mitte)
26.04.1900 Inbetriebnahme der neuen Strecke vom Johannisplatz zur Ost-/Martinstraße (heute Augustusburger Str./ Martinstraße)
31.05.1900 Verlängerung der Altchemnitzer Linie bis zur „Linde“ (dort wo auch heute noch die Endstelle Altchemnitz ist)
16.10.1900 Verlängerung der Oststraßen-Linie (Heute Augustusburger Straße) bis zur Stadtgrenze
31.10.1900 Inbetriebnahme der neuen Strecke vom Johannisplatz nach Hilbersdorf, Waisenhaus (etwa Frankenberger/Dresdner Straße) durch die Dresdner Straße, Sonnenstraße, Hainstraße – dabei musste am Dresdner Platz bis zum 1. August 1909 umgestiegen werden, da die Eisenbahngleise, die damals noch in Straßenniveau lagen, nicht gekreuzt werden durften
28.11.1901 Verlängerung der Schlachthofstrecke durch die Planitzstraße (heute Heinrich-Schütz-Straße) bis zu den „Neuen Kasernen“ (Endstelle etwa an der Zeisigwaldstraße)
13.12.1901 Verlängerung der Oststraßenstrecke bis zum Gablenzplatz
17.05.1902 Inbetriebnahme der neuen Strecke von der Limbacher/Leipziger Straße bis nach Borna, Schulpflanzgarten (heute Botanischer Garten)
01.10.1903 Verlängerung der Hilbersdorfer Linie über Frankenberger Str. und Margarethenstraße zum „Waldschlösschen“ (etwa Margarethenstr./Dresdner Straße)
17.10.1903 neuer Straßendurchbruch „Friedrich-August-Straße“ in westlicher Verlängerung der Königstraße vom Johannisplatz bis zum Rathaus, der mit Gleisen versehen wird – die Strecke in der Inneren Johannisstraße (heute überbaut) wird bis in die 1930er Jahre als Betriebsstrecke genutzt
Im Frühjahr 1904 wurde die Kennzeichnung der Linien von Farbsymbolen auf Buchstaben umgestellt, wobei der Buchstabe R doppelt belegt war. Auf einer Gesamtstreckenlänge von 43,24 Kilometern verkehrten zehn verschiedene Linien. Ihre Strecken waren wie folgt:
A Altchemnitz, „Linde“ ↔ Poststraße ↔ Furth, „Scheibe“
B Borna, Schulpflanzgarten ↔ Markt ↔ Neuer Friedhof
F Altendorf, „Wiesenburg“ ↔ Markt ↔ Neuer Friedhof
G Gablenz, Gablenzplatz ↔ Theaterstraße ↔ Nikolaibrücke
H Hilbersdorf, „Waldschlößchen“ ↔ Theaterstraße ↔ Stadttheater
L Altchemnitz, Gasthaus „Lohse“ ↔ Poststraße ↔ Mühlen-/ Hermannstraße
N Nikolaibahnhof ↔ Markt ↔ Hauptbahnhof
R Reichenbrand, Kirche ↔ Nikolaibrücke
R Schönau, Wintergarten ↔ Poststraße ↔ Schlachthof
S Schönau, Wintergarten ↔ Poststraße ↔ Neue Kasernen
Man hatte mittlerweile festgestellt, dass die Spurweite von 915 Millimetern unpraktisch war. Daher beschloss man die Umspurung auf Normalspur. Die geplante Kaßbergstrecke sollte gleich in der neuen Spurweite gebaut werden. Doch es kam anders. Die Gesellschaft stellte sich quer und stimmte nur einer sukzessiven Spurerweiterung im Zuge der Gleiserneuerungen um jeweils zehn Millimeter zu. So konnte die Spurweite des gesamten Netzes bis zum Ausbruch des Ersten Weltkrieges auf 925 mm erweitert werden. Danach lagen die Umspurungspläne bis in die 1950er Jahre in der Schublade und die letzte 925-Millimeter-Strecke wurde erst 1988 stillgelegt.
Am 1. Januar 1908 ging die Straßenbahn in das städtische Eigentum über, der Fahrzeugbestand belief sich auf 129 Trieb- und 108 Beiwagen.
Bis zum Kriegsausbruch 1914 konnten noch einige Strecken in Betrieb genommen werden:
01.11.1908 Inbetriebnahme der neuen Strecke von der Theaterstraße über Kaßbergauffahrt zur West-/ Ulmenstraße
01.11.1908 Ringschluss der Hauptbahnhof-Schleife durch die Georgstraße
21.12.1912 Verlängerung der Gablenzer Strecke bis zur Augustusburger/Eubaer Straße
11.10.1913 Verlängerung der Bernsdorfer Strecke bis zur Bernsdorfer Str./Pappelstraße
01.07.1914 Verlängerung der Kaßbergstrecke bis zur West-/Kochstraße

### Die Straßenbahn im Ersten Weltkrieg, in der Weimarer Republik und in der Zeit des Nationalsozialismus (1914–1945)
Am 14. Februar 1916 wurde das erste Mal eine Strecke stillgelegt: Die 15 Jahre alte Stichstrecke von der Nikolaibrücke zum Nikolaibahnhof (heute Bahnhof Mitte) wurde ab diesem Tag nicht mehr befahren, die Gleise wurden 1939 entfernt. Erst 2004 wurde die Strecke wieder durch eine Straßenbahntrasse erschlossen (Linie 4).
Die Endstrecken in Hilbersdorf (zwischen Frankenberger Str. / Margarethenstraße und „Waldschlößchen“) sowie in Borna (zwischen Leipziger/ Bürgerstraße und Schulpflanzgarten) wurden am 1. Februar 1918 stillgelegt und abgebaut, wobei letztere am 13. Mai 1921 auf eigenem Bahnkörper wiedereröffnet wurde.
Am 1. April 1920 wurde die schon im Dezember 1915 fertiggestellte Strecke nach Furth-Glösa, Gasthof „Weilburg“ (heute Haltestelle Rosental der Buslinie 22) dem Betrieb übergeben. Die Bornaer Strecke wurde am 26. August 1921 bis zum „Grünen Hof“ (etwa Leipziger/Bornaer Straße) verlängert. Auch die im Ersten Weltkrieg verkürzte Hilbersdorfer Strecke wurde wieder verlängert, diesmal auf der Frankenberger Straße bis zur Ecke Krügerstraße in Hilbersdorf. Bis zum Hohlweg wurden die Gleise auf einem eigenen Bahnkörper verlegt.
Am 1. Juni 1927 wurden die Straßenbahnlinien in Chemnitz mit Zahlen gekennzeichnet. Folgende Linien fuhren seitdem:
| Linie | Strecke |
| 01    | Reichenbrand, Kirche – Siegmar – Schönau – Falkeplatz – Markt – Königstraße – Wettiner Platz – Neue Kasernen                                |
| 02    | Schönau, Wandererwerke – Falkeplatz – Poststraße – Königstraße – Schlachthof (Wettiner Platz) – Planitz-/Dietzelstraße (heute Hofer Straße) |
|       | (an Sommersonntagen bis Reichenbrand) |
| 03    | Altendorf, „Wiesenburg“ – Hartmannstraße – Markt – Bernsbachplatz – Neuer Friedhof – Bernsdorf, Pappelstraße                                |
| 04    | Borna, „Grüner Hof“ – Hartmannstraße – Markt – Bernsbachplatz – Neuer Friedhof (zeitweise bis Bernsdorf, Pappelstraße)                      |
| 05    | Furth-Glösa – Zöllnerplatz – Johannisplatz – Poststraße – Annaberger Straße – Altchemnitz, „Reichels Neue Welt“ (vorher „Linde“)            |
| 06    | Zöllnerplatz – Johannisplatz – Poststraße – Annaberger Straße – Altchemnitz, „Reichels Neue Welt“                                           |
| 07    | Hauptbahnhof – Königstraße – Johannisplatz – Oststraße – Gablenz, Eubaer Straße                                                             |
| 08    | West-/Kochstraße – Theaterstraße – Johannisplatz – Hainstraße – Hilbersdorf, Krügerstraße                                                   |
| 09    | West-/Kochstraße – Theaterstraße – Johannisplatz – Hainstraße – Frankenberger Str./Margarethenstraße                                        |
| 10    | West-/Kochstraße – Theaterstraße – Falkeplatz – Markt – Königstraße – Hauptbahnhof                                                          |

Die Fahrten der Linie 9 wurden nur wenige Tage später zur Linie 8 gezählt, die Linie 9 entfiel damit wieder.
Die Linien 5 und 6 wurden vom 1. Oktober 1927 bis zum 24. Januar 1931 zwischen Johannisplatz und Annaberger Straße in Südrichtung über Markt, Falkeplatz und Falkestraße geleitet; in der Falkestraße war 1915 eine eingleisige Betriebsstrecke gebaut worden, die somit erstmals linienmäßig befahren wurde. Das Gleis wurde etwa 1941 entfernt.
Am 26. Oktober 1928 wurde die Hilbersdorfer Strecke erneut verlängert, und zwar bis zur Herweghstraße in Ebersdorf. Die Verlängerung der Altendorfer Strecke bis zur Endstelle Rottluff am 14. April 1929 war die letzte Streckenerweiterung der Schmalspur-Straßenbahn. Die dortige Wendeschleife wird heute von den Buslinien 32 und 72 genutzt. 1929 befanden sich 226 Trieb- und 238 Beiwagen zur Personenbeförderung im Bestand der Chemnitzer Straßenbahn.
Wie in anderen Großstädten gab es Ende der 1920er Jahre Überlegungen, die Straßenbahn in das Umland zu erweitern. Allerdings gab es nur für die Linie nach Limbach eine projektreife Planung. Als Ausgangspunkt waren der Hauptbahnhof oder die Brückenstraße geplant. An der Promenadenstraße oder am Küchwaldring war der Anschluss an die Bornaer Linie gedacht, die über Röhrsdorf, Kändler zur Dorotheenstraße nach Limbach verlängert werden sollte. Spurweite und Betriebsspannung sollten mit dem Chemnitzer Netz identisch sein. Ein eigener Bahnkörper außerhalb bebauter Gebiete sowie große Haltestellenabstände hätten eine hohe Reisegeschwindigkeit erlaubt. So sollte die etwa 15 Kilometer lange Strecke in 47 Minuten befahren werden. Für sechs bis acht Trieb- und acht bis zwölf Beiwagen war in Kändler eine Wagenhalle geplant. Da die Chemnitzer Vororte jedoch durch Busse des Kraftverkehrs und der Post angefahren wurden, ließ man 1929 diese Planungen fallen.
Ende der 1930er Jahre baute man hauptsächlich an Endstellenanlagen. So konnte ab 4. November 1938 die Linie 4 in Borna eine neue Wendeschleife befahren, die Linie 1 in Siegmar-Reichenbrand ab dem 28. Mai 1939. Beide Strecken wurden dadurch um etwa 150 Meter verkürzt.
Zwischen dem 6. März und dem 23. März sowie zwischen dem 16. April und dem 17. Mai des Jahres 1945 musste auf Grund der ständigen Kriegshandlungen in der Stadt der Betrieb der Straßenbahn ruhen.

### Die Straßenbahn in der DDR

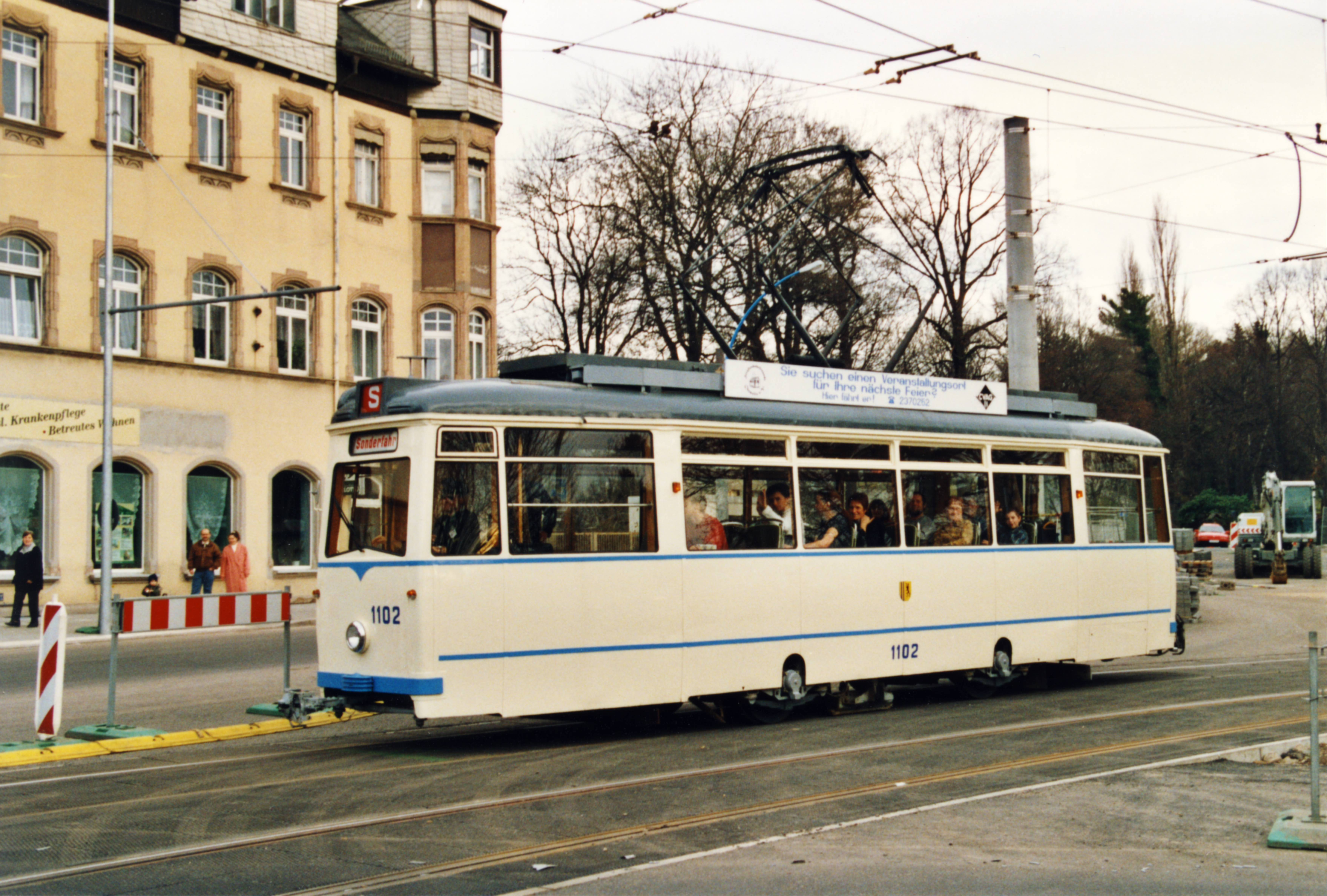
Der Lowa-Tw 1102 (jetzt 801) wurde 1986 aus Dresden übernommen und diente bis 1997 als Arbeitstriebwagen. Bild einer Sonderfahrt, 2001

Ab dem 18. Mai 1945 wurde der Straßenbahnbetrieb schrittweise wieder aufgenommen. Am 1. April 1949 wurde der Verkehrsbetrieb dem Kommunalen Wirtschaftsunternehmen (KWU) angegliedert; am 1. Mai 1951 übernahm der VEB Verkehrsbetriebe der Stadt Chemnitz den Straßenbahnbetrieb. Mit der Umbenennung der Stadt Chemnitz in Karl-Marx-Stadt am 10. Mai 1953 ging eine weitere Namensänderung einher. 1960 schließlich wurde der Betrieb in VEB Nahverkehr Karl-Marx-Stadt umbenannt.
Die erste Neubaustrecke nach dem Zweiten Weltkrieg ging am 19. Dezember 1953, dem 60-jährigen Jubiläum der elektrischen Straßenbahn, in Betrieb. Um die kurvige und enge Streckenführung zwischen Markt und Fritz-Heckert-Platz (heute wieder Falkeplatz) zu umgehen, legte man im Rosenhof einen eigenen geradlinigen Bahnkörper an, der in die Wilhelm-Pieck-Straße (heute wieder Theaterstraße) in einem Gleisdreieck mündete. Die alte Strecke über den Roßmarkt wurde abgebaut und das Gelände später mit Plattenbauten überbaut. Vier Tage später ging die Wendeschleife Altchemnitz in Betrieb.
Ab dem 16. Dezember 1957 mussten die Linien 3 und 4 über Wilhelm-Pieck-Straße und Rosenhof fahren, da an diesem Tag die Strecke durch die Innere Klosterstraße stillgelegt wurde. Am 10. Juni 1958 begann ein Umspurungsprogramm. Verfügbare Einheitsfahrmotoren waren wegen ihrer Breite bei der vorhandenen geringen Spurweite von 925 mm nicht in Tatzlageranordnung einzubauen. Beim damaligen Stand der Technik hätte man auf Dauer teuere Sonderbauarten benötigt. Geplant war zuerst, bis 1965 alle Schmalspurstrecken auf Regelspur umzubauen. Alle Linien sollten im Berufsverkehr im Sechs-Minuten-Grundtakt verkehren.

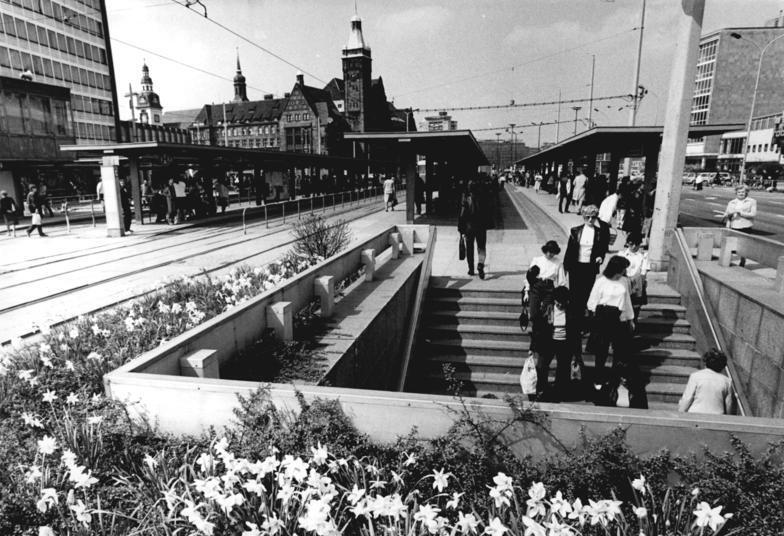
Zentralhaltestelle, 1983

Folgendes Liniennetz war vorgesehen:
1 Reichenbrand – Gablenz
2 Zeisigwaldstraße/Bayernring – Sportforum
3 Rottluff – Bernsdorf
4 Borna – Wilhelm-Külz-Platz
5 Altchemnitz – Ebersdorf
6 West-/Kochstraße – Bahnhof Glösa
und dazu im Berufsverkehr:
11 Schönau (Industriewerk) – Gablenzplatz
13 Limbacher Str./Erzbergerstraße – Bernsdorfer Str./Wartburgstraße
14 Leipziger Str./Bürgerstraße – Lessingplatz
15 Annaberger Str./Scheffelstraße – Frankenberger Str./Margarethenstraße
115 Annaberger Str./Scheffelstraße – Hauptbahnhof
Zu diesem Zweck wurde zuerst die Schmalspurlinie 5 (Altchemnitz – Hauptbahnhof) schrittweise stillgelegt.
05.01.1959 Stilllegung Altchemnitz-Harthau – Kirche Altchemnitz
03.08.1959 Stilllegung Kirche Altchemnitz – Uhlestraße
13.05.1960 Stilllegung Uhlestraße – Heinrich-Lorenz-Straße
22.09.1960 Stilllegung Heinrich-Lorenz-Straße – Apollostraße
09.11.1960 Stilllegung Apollostraße – Annaberger Str./Poststraße
27.07.1963 Stilllegung der Bahnhofsschleife, die Gleise enden stumpf
01.08.1963 Stilllegung der Strecke zwischen Johannisplatz und Theaterplatz
Dafür wurde die Regelspurstrecke entsprechend eröffnet:
08.05.1960 Eröffnung Altchemnitz-Harthau – Uhlestraße
14.09.1961 Eröffnung Uhlestraße – Brüder-Grimm-Straße, gleichzeitig Eröffnung der Wendeschleife Annaberger/Scheffelstraße
22.12.1961 Eröffnung Brüder-Grimm-Straße – Annaberger Str./Poststraße (hier entstand ein Gleisdreieck mit provisorischer Endstelle)
29.12.1967 Eröffnung Annaberger Str./Annenstraße – Annenstraße – Ernst-Thälmann-Straße (heute wieder Reitbahnstraße) – Straße der Nationen – Hauptbahnhof

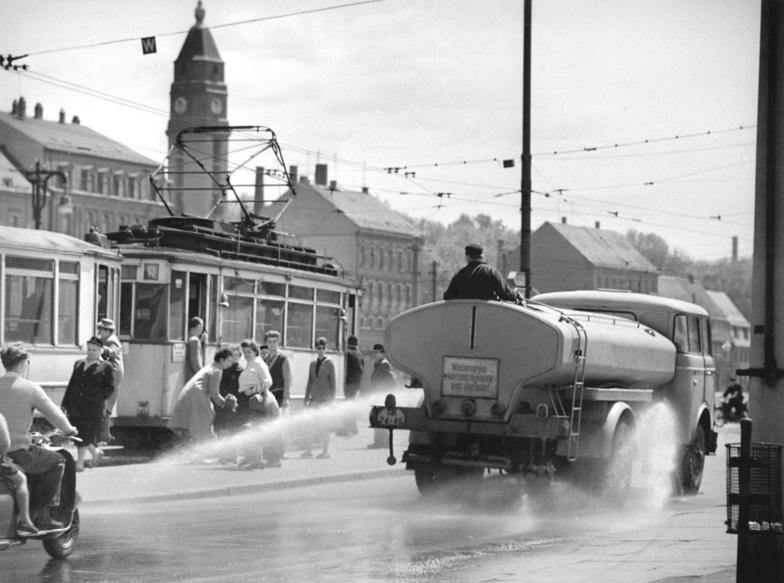
Sprengwagen der Straßenreinigung, 1962

Neben den ehrgeizigen Umspurungsplänen wurde die Innenstadt von Chemnitz, das seit Mai 1953 Karl-Marx-Stadt hieß, umgebaut. Auf Grund der großen Brachflächen in der Innenstadt nach dem Zweiten Weltkrieg existierte viel Baufläche für ein neues, großmaschiges Stadtzentrum. Viele Schmalspurstrecken mussten daher verlegt werden:
01.10.1962 Stilllegung Johannisplatz – Markt – Rosenhof und Markt – Ernst-Thälmann-/Poststraße
01.11.1962 Stilllegung Wilhelm-Pieck-Str./Klosterstraße – Johannisplatz
17.07.1963 Eröffnung der neuen Wilhelm-Pieck-Straße zwischen Klosterstraße und Brückenstraße, dafür Stilllegung der Strecke in der Brückenstraße
01.08.1963 Stilllegung Johannisplatz (incl.) – Theaterplatz
13.10.1963 Eröffnung der neuen Helmut-Just-Straße (heute Hartmannstraße) zwischen Klosterstraße und „Gleisdreieck“. Die Kreuzung „Gleisdreieck“ heißt auch heute noch so, das Gleisdreieck selbst ist jedoch längst verschwunden.
05.02.1964 Stilllegung Theaterplatz – Straße der Nationen/Färberstraße
11.12.1964 Stilllegung Straße der Nationen-/Färberstraße – Schillerplatz
13./14.12.1968 Eröffnung der neuen Zentralhaltestelle, damit gehen neue Schmalspurgleise von der Wilhelm-Pieck-/Klosterstraße parallel zur Ernst-Thälmann-Straße (heute Rathausstraße) und zur Otto-Grotewohl-Straße (frühere Poststraße, heutige Bahnhofstraße) bis zum Fritz-Heckert-Platz (heute Falkeplatz) in Betrieb. Der Zentrumsring ist wieder geschlossen, wenn auch auf anderer Trasse. Gleichzeitig wurde die Bernsdorfer Schmalspurstrecke von der Zentralhaltestelle bis Bernsdorf, Ulbrichtstraße (hier war erst 1958 ein Gleisdreieck entstanden) stillgelegt.

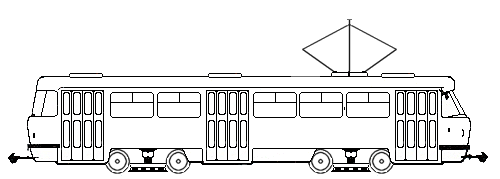
Tatra Solotriebwagen T3D

Ab dem 25. Februar 1969 wurden T3D-Triebwagen von ČKD Tatra aus Prag auf den Regelspurstrecken eingesetzt.
Die Umspurungspläne waren inzwischen auf ein kleineres Maß zurückgeschraubt worden, da man erkannt hatte, dass viele Strecken in Regelspur nicht rentabel sein würden und wegen des größeren Lichtraumprofils auch viele Abbrucharbeiten durchgeführt werden müssten, um einige der Strecken zu bauen. Daher plante man 1972 noch mit folgendem Liniennetz:
1 Siegmar – Gablenz
2 Bernsdorf – Raw, Emilienstraße (damals bereits in Bau zwischen Bernsdorf und Hauptbahnhof)
3 Schönau (Industriewerk) – Hauptbahnhof (nur im Berufsverkehr)
4 Wohngebiet Markersdorf-Helbersdorf – Annaberger Straße – Sonnenberg – Hilbersdorf
5 Altchemnitz – Hauptbahnhof (damals bereits in Betrieb)

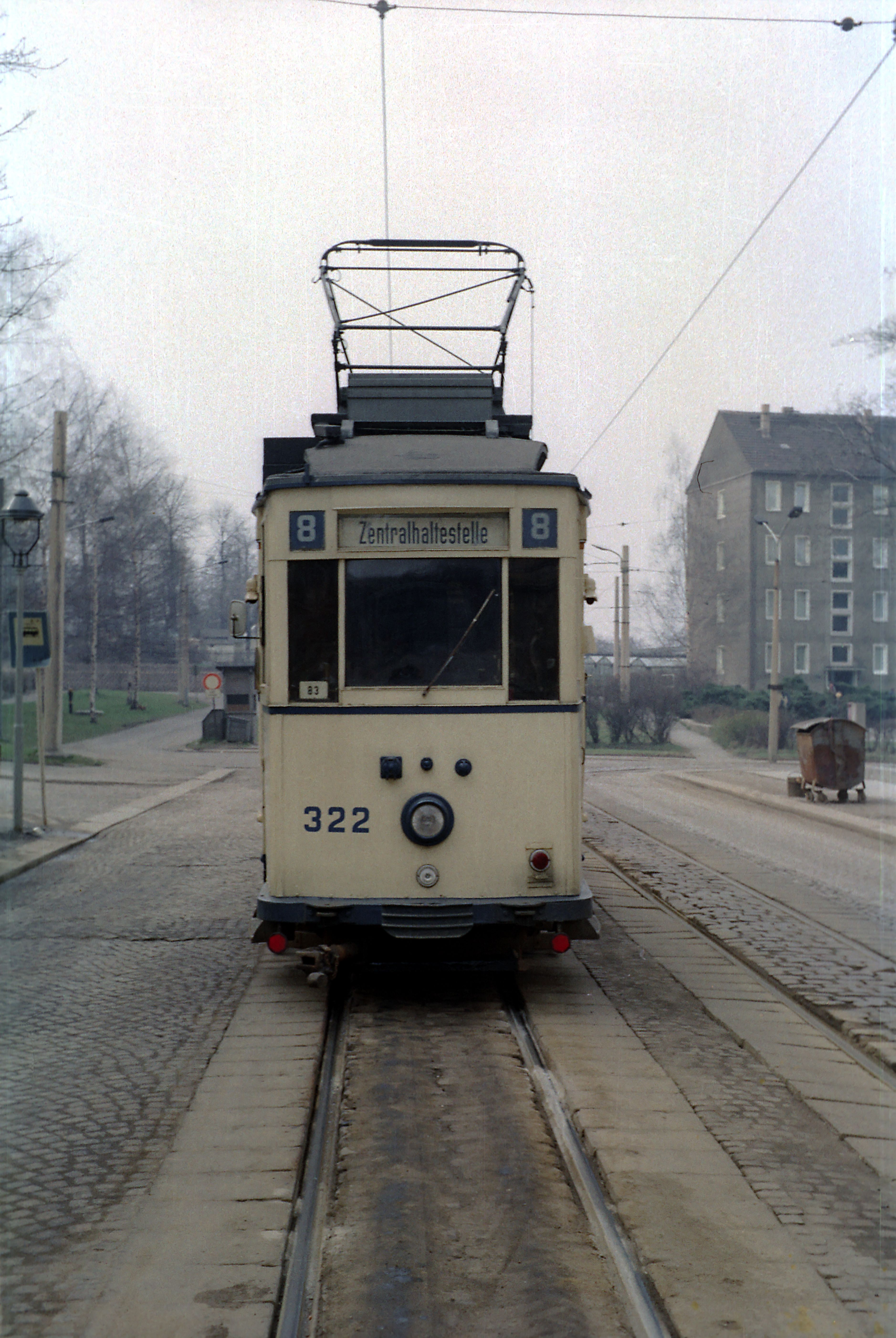
Schmalspur-Triebwagen 322, 1979

Dazu kam 1975 noch die Trasse Stollberger Straße. Außer den Strecken zum Raw, nach Hilbersdorf und dem Abschnitt Schönau – Siegmar wurden alle diese Strecken bis 2004 gebaut.
Das Schmalspurnetz wurde nun schrittweise reduziert:
21.02.1972 Stilllegung Furth-Glösa – „Gleisdreieck“ und Straßenbahnhof Leninstraße (heute Heinrich-Schütz-Straße) – Zeisigwaldstraße (Linie 7 damit auf Busbetrieb umgestellt)
17.11.1975 Stilllegung Schillerplatz – Palm-/Hainstraße (Linie 9 eingestellt)
20.12.1975 Stilllegung Leipziger/Limbacher Straße – Borna (Linie 4 eingestellt) und Hain-/Palmstraße – Ebersdorf (Linie 8 verkehrt nur noch Weststraße – Zentralhaltestelle)
06.01.1976 Stilllegung Augustusburger/Dresdner Straße – Straßenbahnhof Leninstraße (seit dem 20. Dezember 1975 nur Betriebsstrecke)
19.04.1976 Stilllegung Zentralhaltestelle – Gablenz, Eubaer Straße (Linie 1 verkehrt nur noch Siegmar – Zentralhaltestelle, 1977 wurden die Linien 1 und 3 zur neuen Linie 3 Rottluff – Siegmar verknüpft)
17.05.1980 Stilllegung Industriewerk (Zwickauer Str./Guerickestraße) – Siegmar-Reichenbrand (Linie 3 verkehrt nur noch Rottluff – Industriewerk)
09.05.1981 Stilllegung Straßenbahnhof Kappel – Industriewerk (Linie 3 verkehrt nur noch Rottluff – Zentralhaltestelle, die Strecke zum Straßenbahnhof Kappel wird Betriebsstrecke)
15.10.1983 Stilllegung Wilhelm-Pieck-Straße/Kaßbergauffahrt – West-/Kochstraße (Linie 8 eingestellt)
14.12.1983 Stilllegung Fritz-Heckert-Platz – Straßenbahnhof Kappel (seit dem 9. Mai 1981 nur Betriebsstrecke)
06.11.1988 Stilllegung Rottluff – Zentrumsring (Linie 3 eingestellt; Gesamteinstellung des Schmalspurbetriebes)
Das Regelspurnetz wurde im Gegenzug erweitert:
15.08.1972 Eröffnung Ernst-Thälmann-Str./Annenstraße – Bernsdorfer Str./ Wartburgstraße (Linie 2)
15.12.1973 Eröffnung Bernsdorfer Str./Wartburgstraße – Bernsdorf (Sommerbad) (Linie 2)
30.10.1976 Eröffnung Annaberger Str./Otto-Grotewohl-Straße – Gablenz, Hans-Beimler-Straße (heute wieder Geibelstraße) (Linien 6 und 16)
30.12.1977 Eröffnung Hans-Beimler-Straße – Carl-von-Ossietzky-Straße (heutige Endstelle Gablenz) (Linie 6, ab 1978 auch Linie 16)
07.10.1979 Eröffnung Annaberger Straße/Südring – Südring – Wladimir-Sagorski-Straße – Stollberger Straße (heutige Haltestelle Morgenleite) (Linie 5)
05.10.1982 Eröffnung Stollberger/Wladimir-Sagorski-Straße – Wohngebiet „Fritz Heckert“ (die Endstelle sollte zuerst „Neukirchner Kuppe“ heißen, wurde dann jedoch „Wohngebiet Fritz Heckert, Endhaltestelle (Baugebiet VIII)“ genannt, heute heißt sie „Hutholz“) (Linie 5)
01.08.1988 Eröffnung Annaberger Str./Otto-Grotewohl-Straße – Fritz-Heckert-Platz – Zwickauer Straße – Schönau/ Popowstraße (Linien 1 und 8)
Anlässlich des hundertjährigen Jubiläums der Straßenbahn wurde am 19. April 1980 der Traditionsfahrbetrieb mit dem historischen Triebwagen 69 aufgenommen.
Ende 1988 waren damit folgende Linien – nun ausschließlich auf Regelspur – in Betrieb:
1 Schönau, Popowstraße – Fritz-Heckert-Platz – Zentralhaltestelle – Gablenzplatz – Carl-von-Ossietzky-Straße
2 Bernsdorf, Sommerbad – Bernsbachplatz – Zentralhaltestelle – Hauptbahnhof
5 WG Fritz Heckert – Wladimir-Sagorski-Straße – Schule Altchemnitz – Annenstraße – Zentralhaltestelle – Hauptbahnhof
6 Altchemnitz – Schule Altchemnitz – Zentralhaltestelle – Gablenzplatz – Carl-von-Ossietzky-Straße
7 Wladimir-Sagorski-Straße – Schule Altchemnitz – Zentralhaltestelle – Gablenzplatz (Hans-Beimler-Straße) (nur im Berufsverkehr)
8 Wladimir-Sagorski-Straße – Schule Altchemnitz – Fritz-Heckert-Platz – Schönau, Popowstraße (nur im Berufsverkehr)
Am 26. Juni 1990 wurde der Nahverkehrsbetrieb in eine Aktiengesellschaft, die Chemnitzer Verkehrs-Aktiengesellschaft, kurz CVAG, überführt.

### Modernisierung des Fahrzeugparks und des Streckennetzes

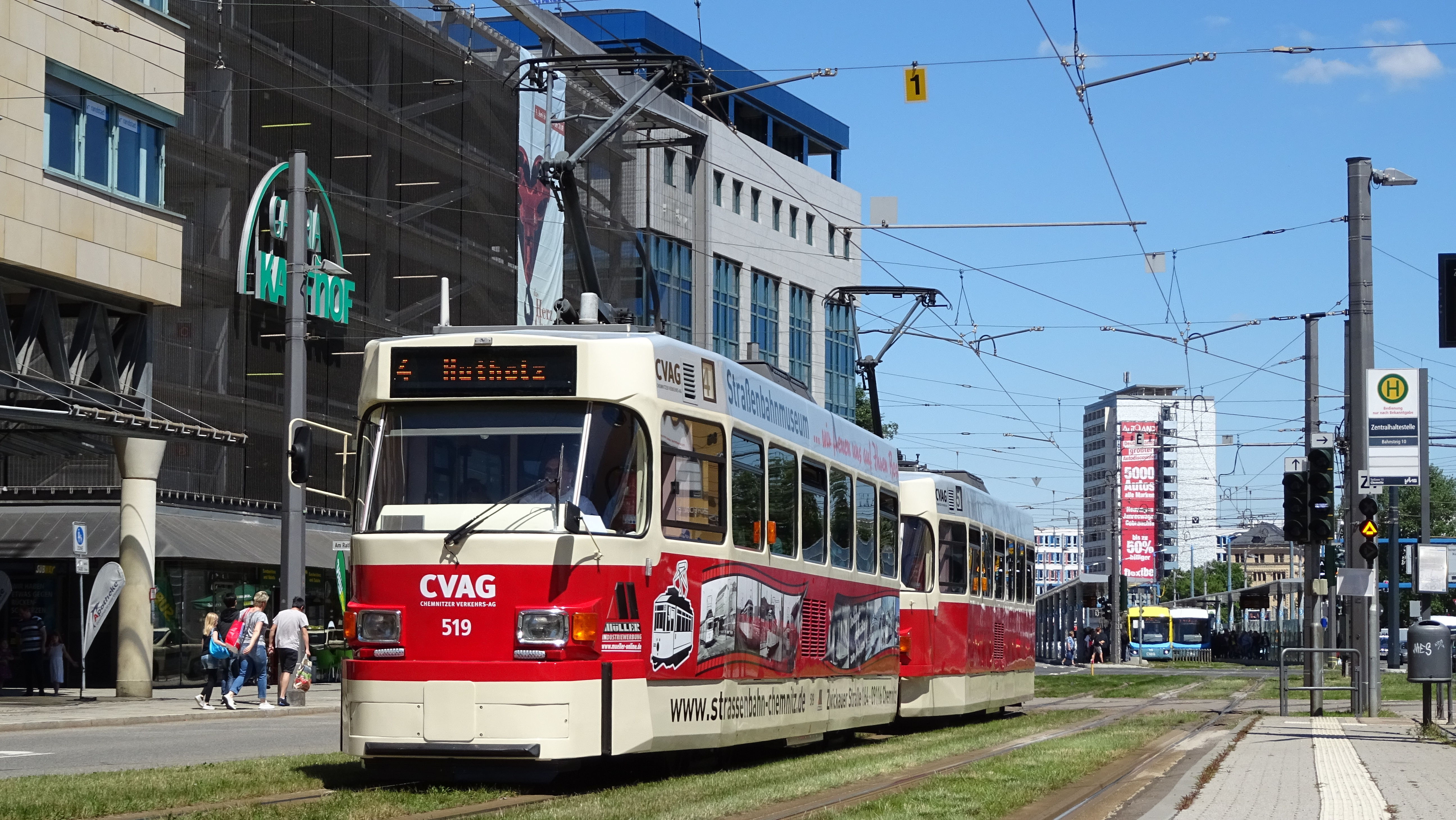
Modernisierter Tatra-Triebwagen T3D-M, 2018

Die Berufsverkehrslinien 7 und 8 wurden am 4. März 1991 bzw. am 3. Juli 1992 ersatzlos eingestellt. Zwischen September 1992 und Dezember 1993 wurde ein Teil der Tatra-T3D-Triebwagen und -B3D-Beiwagen von DWA Bautzen technisch neu ausgestattet (von nun an als T3D-M bezeichnet) und in den Farben der Stadt Chemnitz, blau und gelb, neu lackiert, während der Rest der Fahrzeuge bis zur Abstellung in rot und elfenbein fuhr. Im Dezember 1993 wurde der Variobahnprototyp geliefert. Seit dem 17. Mai 1994 verkehrt dieser Einrichtungsniederflurzug in Chemnitz. Erst 1999 wurden die ersten Serienfahrzeuge in Betrieb genommen, darunter zehn Zwei- und 14 Einrichtungswagen. 1998 verkaufte die CVAG 14 Chemnitzer T3D-Wagen nach Wladikawkas, über 40 T3D-Wagen in rot-elfenbein wurden ab 2000 nach Ufa verkauft, die letzten 14 Wagen im Jahr 2005. Auch nach Almaty wurden mehrere Wagen abgegeben.
Die letzten Tatra-Großzüge, bestehend aus zwei Trieb- und einem Beiwagen, verkehrten bis 2010 auf der Linie 4. Im Sommer 2020 schieden schließlich die letzten 11 Tatra-T3D-M-Züge (bestehend aus je zwei Triebwagen) offiziell aus dem Liniendienst aus.
Die City-Bahn Chemnitz erwarb für die Linie Chemnitz–Stollberg zudem sechs Zweirichtungsfahrzeuge mit Ausrüstung nach Eisenbahn-Bau- und Betriebsordnung (EBO). Am 8. Oktober 1995 wurde der Straßenbahnbetriebshof in Chemnitz-Adelsberg eröffnet.

### Umbau der Zentralhaltestelle bis 1999

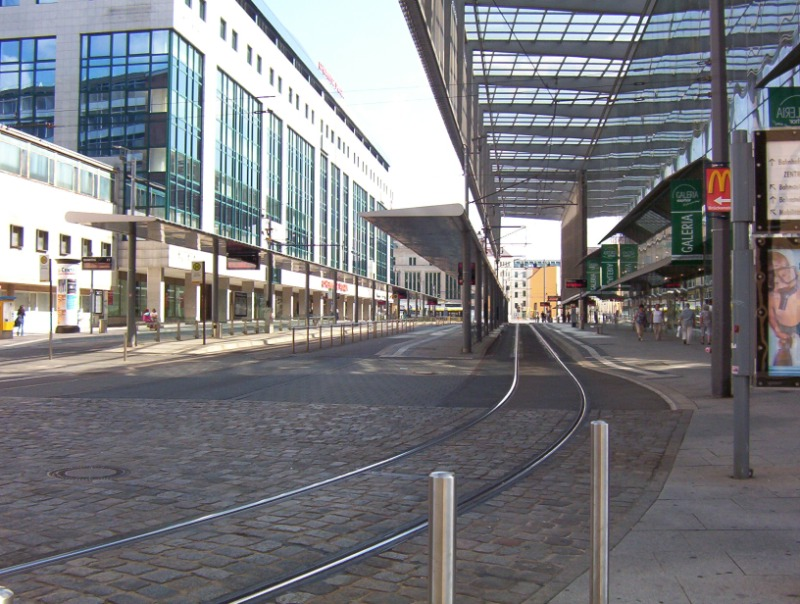
Die umgebaute Zentralhaltestelle, 2004

Die ambitionierten Pläne zum sozialistischen Städtebau in Karl-Marx-Stadt wurden nur unvollständig umgesetzt, so dass Chemnitz die größte Innenstadtbrachfläche Europas besaß. Mitte der 1990er Jahre hatte Chemnitz noch immer kein klassisches Stadtzentrum. Es existierte eine überdimensionierte Zentralhaltestelle, die im Rahmen des Innenstadtumbaus von Chemnitz drastisch große Flächen für eine Innenstadtbebauung abgeben musste. So kam es ab 1998 zur Modernisierung der Zentralhaltestelle mit 25 Abfahrtsständen für Bus und Straßenbahn, die nach mehreren Schritten Ende 1999 fertig gestellt worden ist. Ebenfalls 1999 wurde direkt anschließend ein Mobilitätszentrum, eine zentrale Informationsstelle für den ÖPNV in Chemnitz, eingerichtet. Seit 2003 informieren LED-Anzeigen die Fahrgäste über die Abfahrtszeiten der nächsten Busse und Bahnen. Heute gehört die Zentralhaltestelle mit rund 100.000 Personen täglich zu den meistfrequentierten Orten der Stadt.
Zum Zweck dieses neuerlichen Umbaus der Gleisanlagen im Stadtzentrum wurde bereits am 6. August 1997 eine neue beidseitig mit Gleisdreiecken angeschlossene Verbindungsstrecke durch die Brückenstraße zwischen Straße der Nationen und Bahnhofstraße eröffnet.

### Die Strecke entlang der Stollberger Straße

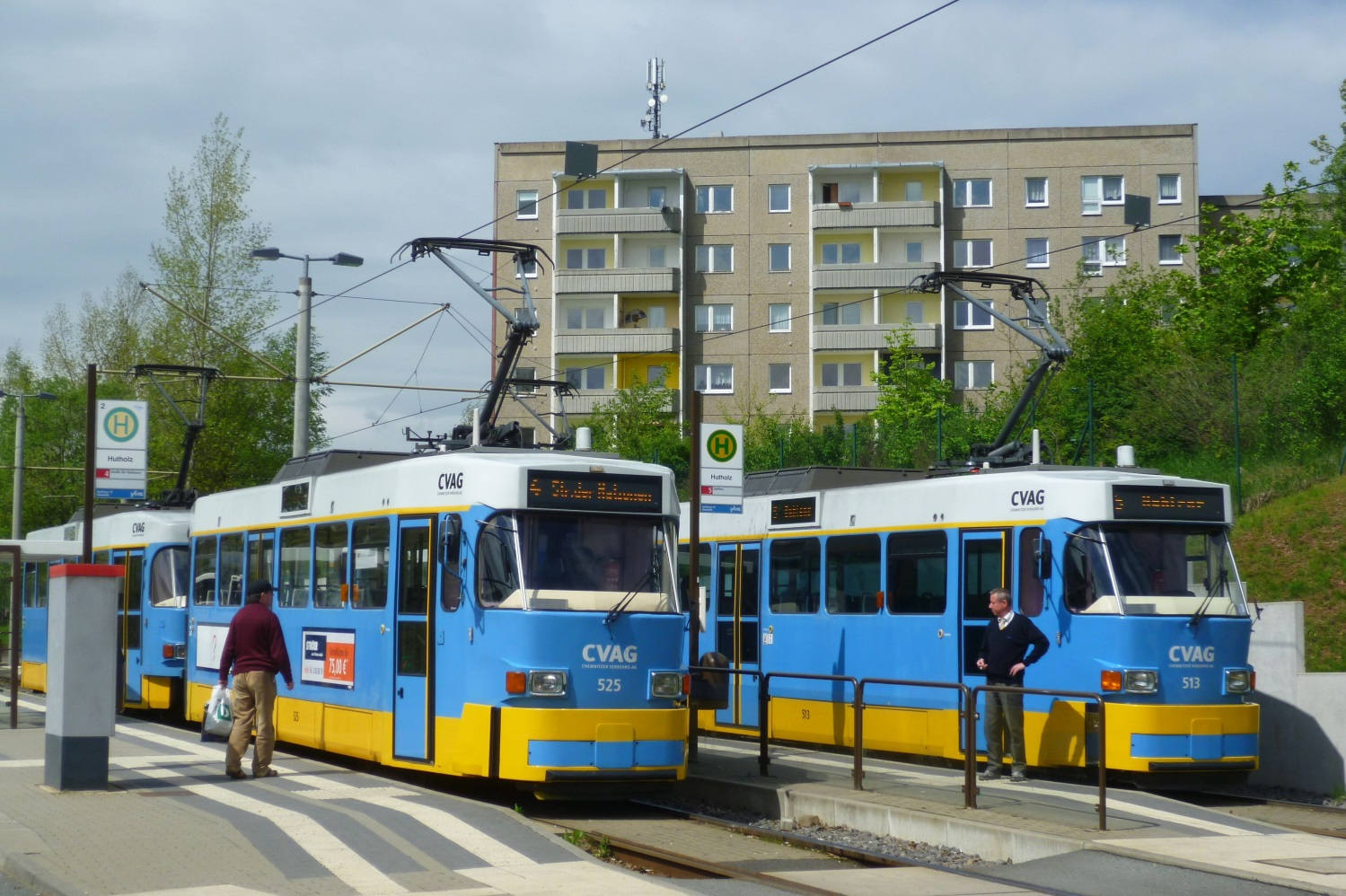
Linien 4 und 5 an der Endhaltestelle Hutholz, 2013

Nach rund 30 Jahren Planungszeit und über zehn Jahren Bauzeit wurde die kürzeste Verbindung zwischen dem südwestlich der Stadtmitte gelegenen Wohngebiet „Fritz Heckert“ und dem Zentrum am 20. März 2004 durchgehend eröffnet. Zuvor war diese Linie ab dem 2. November 1998 von Hutholz bis zur Station „Am Flughafen“ und am 15. Dezember 2001 bis „Goetheplatz“ freigegeben worden. An den provisorischen Endstellen endeten die Gleise stumpf und es hätten Zweirichtungszüge eingesetzt werden müssen. Allerdings waren diese noch nicht ausgeliefert worden. So verkehrten bis zu deren Inbetriebnahme zwei Tatra T3D Heck-an-Heck gekuppelt, wobei nur der jeweils vordere von den Fahrgästen genutzt werden konnte. Schließlich wurden die neu gelieferten Zweirichtungszüge der City-Bahn eingesetzt.

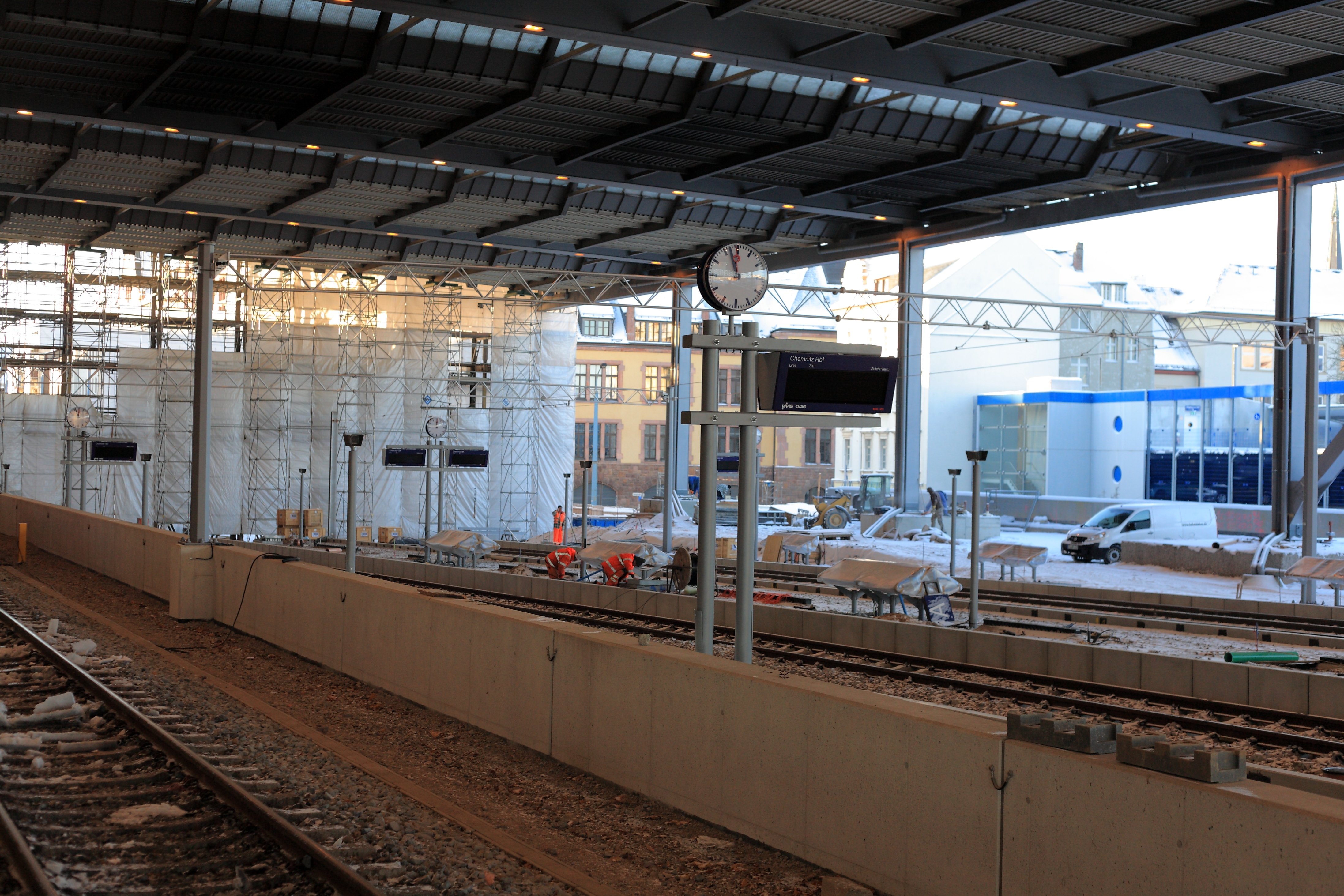
Umbau der Haltestelle am Chemnitzer Hauptbahnhof, 2012

### Umbau des Chemnitzer Hauptbahnhofes

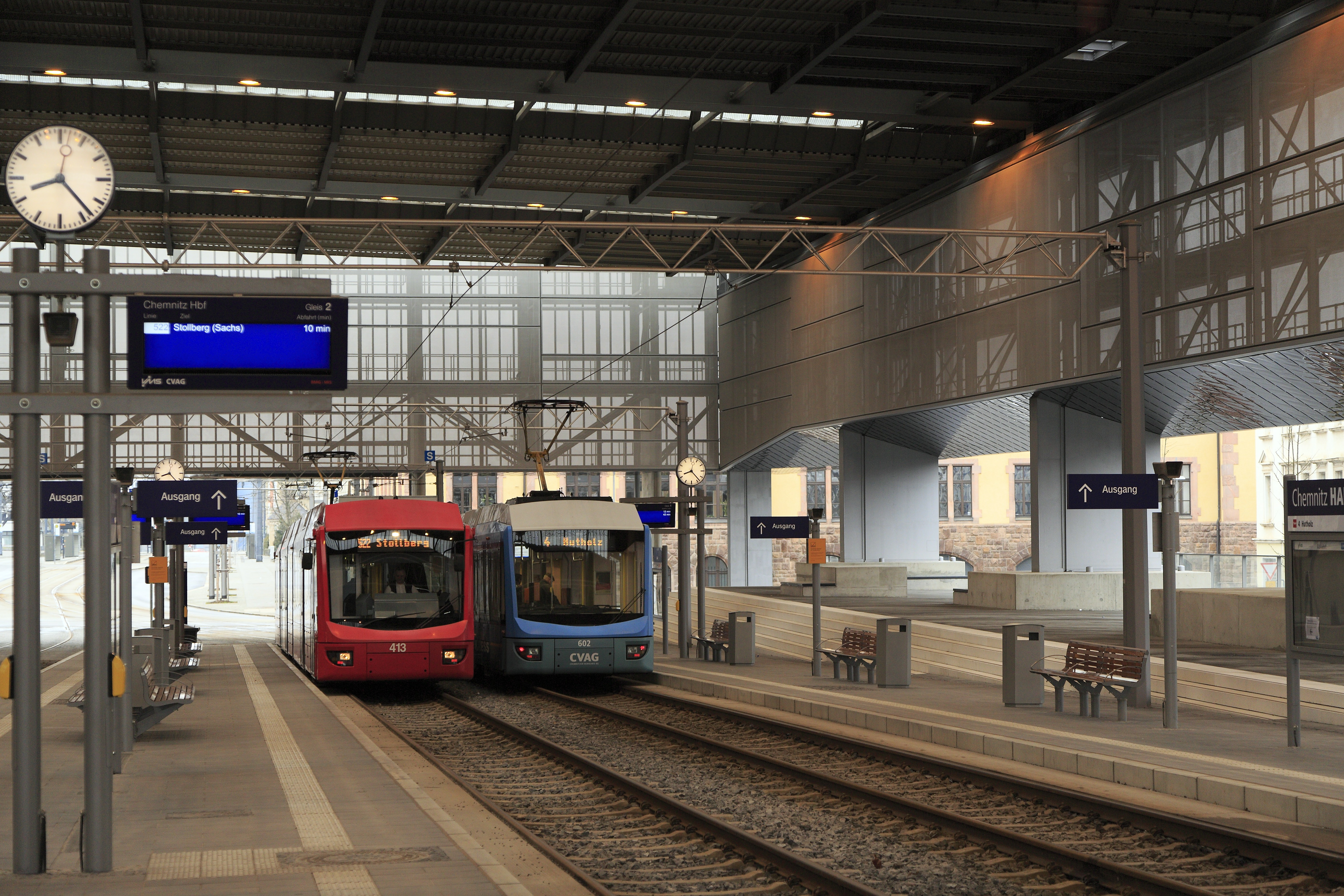
Straßenbahngleise mit »Variobahn«-Triebwagen innerhalb der Bahnsteighalle, 2015

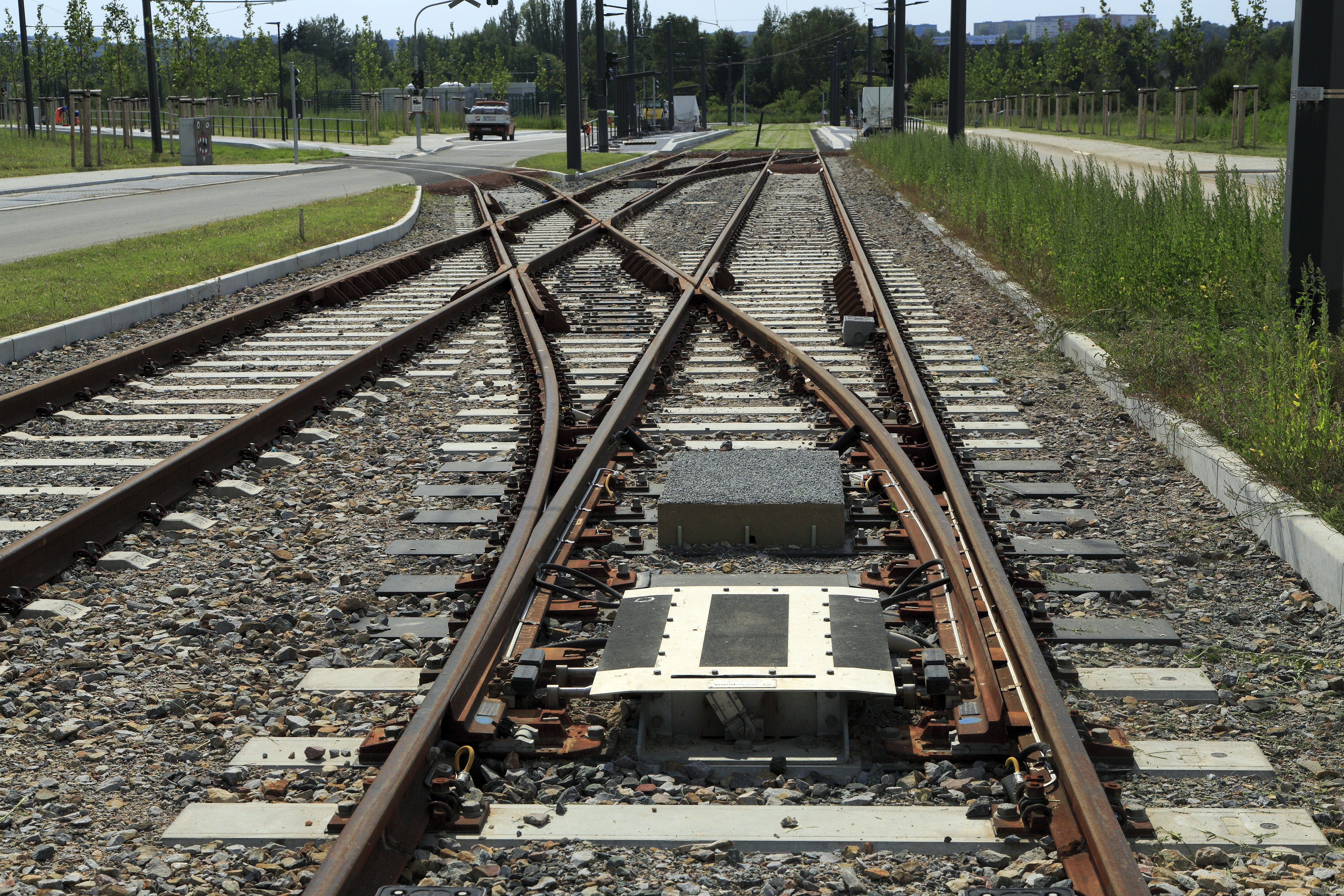
Wendeschleife Technopark, geradeaus wird sich die Verbindung zur Eisenbahnstrecke nach Aue anschließen, 2017

Um im Norden und Osten der Chemnitzer Region auch die Einbindung der bisherigen Regionalbahn- und Regionalexpresslinien in das Straßenbahnnetz zu ermöglichen, wurde die Idee aufgegriffen, den Chemnitzer Hauptbahnhof ebenerdig mit den Stadtbahnen zu durchfahren. Dabei sollen die Stadtbahnwagen nach der Durchfahrt durch die Bahnhofshalle über eine Schnittstelle entweder wieder in das städtische Straßenbahnnetz oder in das Eisenbahnnetz der Deutschen Bahn einfahren. Dieses Projekt soll in zwei Baustufen geschehen.
Für die erste Baustufe wurden bereits im ersten Quartal des Jahres 2004 die Entwürfe und Genehmigungsplanungen abgeschlossen. Ab August 2004 wurde das Planfeststellungsverfahren eingeleitet, das im November 2005 mit einem Planfeststellungsbeschluss abgeschlossen wurde.
Unterdessen wurde als Vorleistung zwischen dem 29. August und 25. November 2005 ein Teil der innerstädtischen Trasse zwischen Zentralhaltestelle und Hauptbahnhof erneuert. 2009 begannen die Umbauten am Hauptbahnhof selbst. Dabei wurden die Bahnsteige 1 bis 4 und die dazugehörenden Gleise abgebaut, im Gefälle und nach Straßenbahnnormen neu verlegt und mit dem Straßenbahnnetz verbunden. Im Mai 2011 begann auch der Bau der Straßenbahnstrecke durch die Straße der Nationen vom Schillerplatz zur Heinrich-Zille-Straße, wo die neue Schleife in den Hauptbahnhof abzweigt. Am 1. Mai 2011 wurden daher umfangreiche Änderungen im Straßenbahnnetz wirksam. Die eingleisige Strecke in der Georgstraße wurde stillgelegt und die Endstelle Hauptbahnhof, Bahnhofstraße vorerst zur Stumpfendstelle. Die Linie 2 zwischen Bernsdorf und Hauptbahnhof wurde in dieser Zeit ausschließlich mit Niederflur-Zweirichtungstriebwagen bedient. Von Schönau zur Straße der Nationen/Freie Presse über Roter Turm verkehrte wieder eine Linie 1 mit Wagendurchlauf auf die Linie 4 nach Hutholz, die hierhin zurückgenommen wurde. Unverändert verkehrten die Linien 5, 6 und 522. Neu gebaut wurden insgesamt 250 Meter Eisenbahnanschlussgleis sowie 900 Meter zweigleisige Straßenbahnstrecke.
Ab dem 18. Februar 2013 fuhren Straßenbahnzüge dann in die Bahnsteighalle ein, zunächst aus Richtung Heinrich-Zille-Straße ohne Verbindung zum Bahnhofsvorplatz. Seit dem 16. Juni 2014 durchfahren die Straßenbahnzüge die Bahnsteighalle in beiden Richtungen, nutzen dabei die ausschließlich für den Straßenbahnbetrieb vorgesehenen Bahnsteige 1 und 2 und bedienen auch wieder die Haltestelle Hauptbahnhof, Bahnhofstraße. Damit wurde eine bessere Verknüpfung zwischen Stadt- und Regionalverkehr hergestellt. Am Gleis 1 verkehren derzeit die Linie 4, am Gleis 2 die Linien 6 und C11, letztere hier ausschließlich im Betrieb nach BOStrab. Die gleichzeitig gebauten Bahnsteige 3 und 4 einschließlich des Verbindungsgleises zum Fernbahnnetz dürfen hingegen ausschließlich von Fahrzeugen sowohl mit BOStrab- als auch EBO-Zulassung genutzt werden. Hier verkehren die Citylink-Zweikrafttriebwagen der City-Bahn Chemnitz Richtung Innenstadt (Gleis 3) und ins Umland (Gleis 4), d. h. nach Burgstädt, Mittweida und Hainichen. Während des Aufenthalts am Bahnsteig erfolgt im Fahrzeug die Umschaltung des Betriebsverfahrens zur Weiterfahrt. Die Betriebsaufnahme der inzwischen als ChemnitzBahn benannten Stadtbahn ist für den EBO-Anteil zum Fahrplanwechsel am 13. Dezember 2015 erfolgt. Wegen Verzögerungen bei der Zulassung der Fahrzeuge nach BOStrab hatte sich die Durchbindung bis ins Stadtzentrum verzögert und ist schließlich am 10. Oktober 2016 erfolgt.

### Campus-Trasse
2016 begann der Bau der Straßenbahnstrecke zum Campus der Technischen Universität an der Reichenhainer Straße und den dahinter liegenden Forschungseinrichtungen. Die Planungen beinhalteten auch eine Verknüpfung zur Bahnstrecke Richtung Aue im Rahmen des Chemnitzer Modells entstehen, damit die CityLink-Triebwagen bis Thalheim bzw. Aue fahren können. Für die Neubaustrecke lief ab Dezember 2014 das Planfeststellungsverfahren, der Planfeststellungsbeschluss wurde am 10. Dezember 2015 erteilt.
Der Baubeginn für den ersten Abschnitt fand im Zusammenhang mit der Sanierung der Straßenbahntrasse der Linie 2 im Reitbahnviertel (Annenstraße bis zum Abzweig Turnstraße) im März 2016 (bauvorbereitende Arbeiten ab Februar 2016) statt und wurde im Frühjahr 2017 abgeschlossen. Am 2. Mai 2017 wurde der erste Abschnitt der Neubaustrecke bis zum Stadlerplatz mit den Linien C13 und C14 eröffnet. Die Linie C15 folgte auf dieser Relation am 11. Juni 2017.

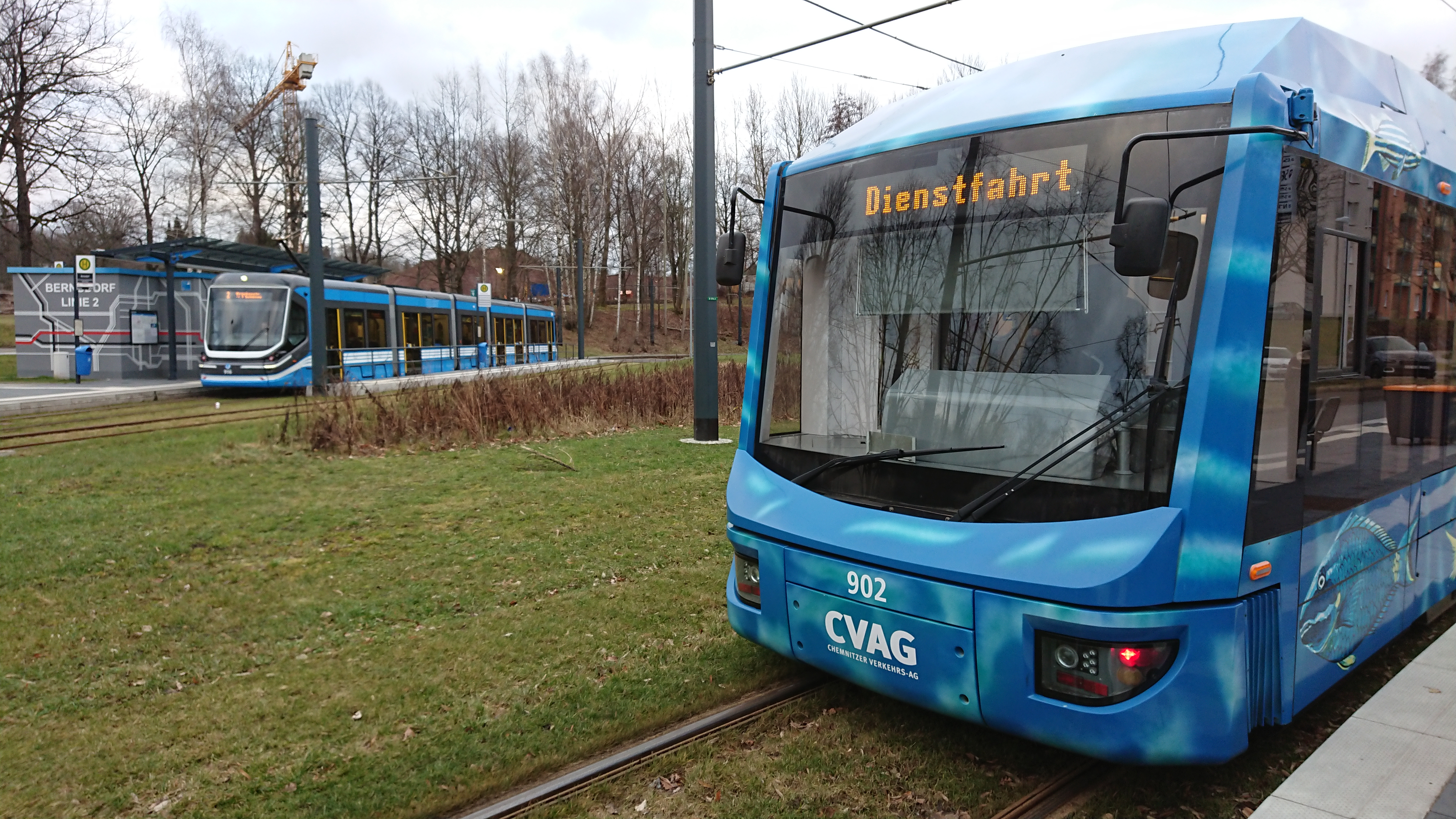
Straßenbahnen an der Wendeschleife Bernsdorf, 2022

Auf dem zuletzt gebauten Abschnitt zwischen dem Stadlerplatz und dem Campusplatz und weiter auf der (bereits Anfang 2017 fertiggestellten) Strecke zur Wendeschleife am Technopark fanden am 21. November 2017 die ersten Probefahrten statt. Ab dem 28. November 2017 wurden Einweisungsfahrten für das Fahrpersonal von CVAG und City-Bahn Chemnitz durchgeführt. Nach der feierlichen Eröffnung am 8. Dezember 2017 wird die gesamte Strecke seit dem Fahrplanwechsel am 10. Dezember 2017 im regulären Linienbetrieb befahren. Neben den Linien C13, C14 und C15 des Chemnitzer Modells stellt nun auch die Straßenbahnlinie 3 der CVAG eine direkte Verbindung zwischen dem Hauptbahnhof und dem Technologie-Campus her. Letztere war im werktäglichen Tagesverkehr am Hauptbahnhof mit der Straßenbahnlinie 4 in Richtung Hutholz verknüpft. Nachdem in den ersten beiden Wochen nach dem Fahrplanwechsel deutlich wurde, dass dies am Hauptbahnhof zu Problemen im Betriebsablauf führt, wurde die Verknüpfung jedoch am 23. Dezember 2017 bis auf weiteres wieder aufgehoben. Ab dem 10. Dezember 2017 entfiel zudem die bisherige Straßenbahnlinie 6 zwischen Altchemnitz und dem Hauptbahnhof. Auf dem Abschnitt Schule Altchemnitz – Altchemnitz verkehren nur noch die Züge der ChemnitzBahn-Linie C11 im Halbstundentakt.

## Fahrzeuge

### Schmalspurwagen
Zu Zeiten der Pferdestraßenbahn wurden auf dem entstehenden Netz Wagen der Hersteller Peter Herbrand (Köln-Ehrenfeld) und Noell (Würzburg) eingesetzt.

#### Erste elektrische Straßenbahntriebwagen
Die ersten elektrischen Fahrzeuge in Chemnitz stammen wie schon die ersten Wagen der Pferdebahn aus Köln. Ab 1893/1894 wurden die ebenfalls in Gera, Halle und anderen Städten eingesetzten Triebwagen beschafft. Ab 1897 und 1898 wurden weitere Fahrzeuge dieses Typs in Dienst gestellt. Ihre Stückzahl summierte sich um 1901 auf 119 Triebwagen.
Mit Erweiterung des Straßenbahnnetzes in der wachsenden Industriemetropole waren Fahrzeugneubeschaffungen notwendig geworden. Ab 1907 lieferte auf Grundlage der guten Erfahrungen mit dem Kölner Unternehmen Waggonfabrik AG Köln (vormals P. Herbrand) eben diese Triebwagen in neuer Gestaltung mit größeren Fenstern. 28 Fahrzeuge standen ab 1908 zur Verfügung. Eine letzte Serie wurde von einem Konsortium der Siemens-Schuckert-Werke, MAN und der Waggonfabrik Robert Liebscher Dresden, geliefert.
Ebenso versuchten sich die Werkstätten in Chemnitz an Eigenbauwagen, die auf bestehenden technischen Konzepten gebaut wurden.
Ein Fahrzeug ist betriebsfähig im Straßenbahnmuseum erhalten, von einem ehemaligen Sommerwagen existiert ein Wagenkasten.

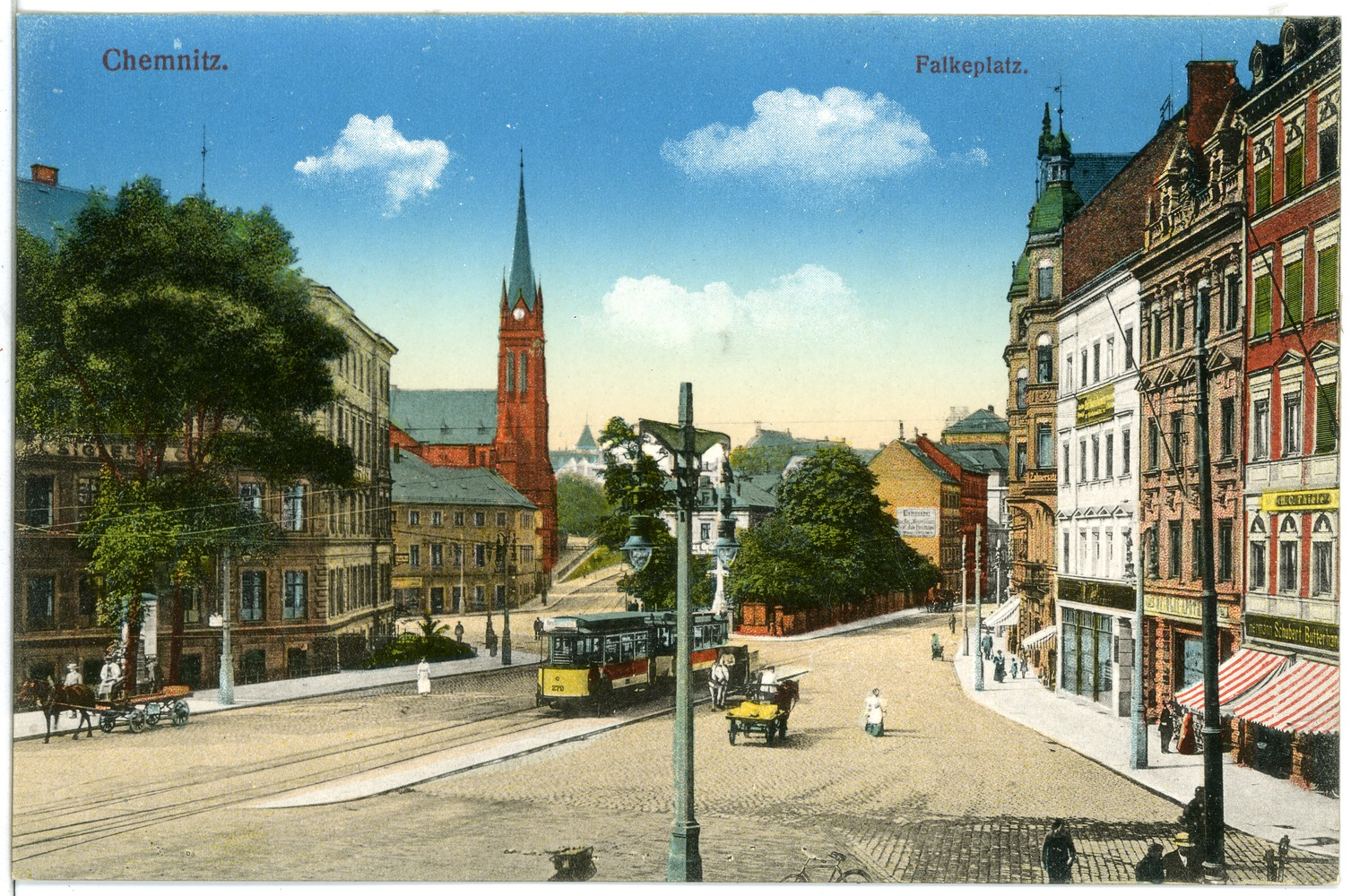
Historische Wagen am Falkeplatz …
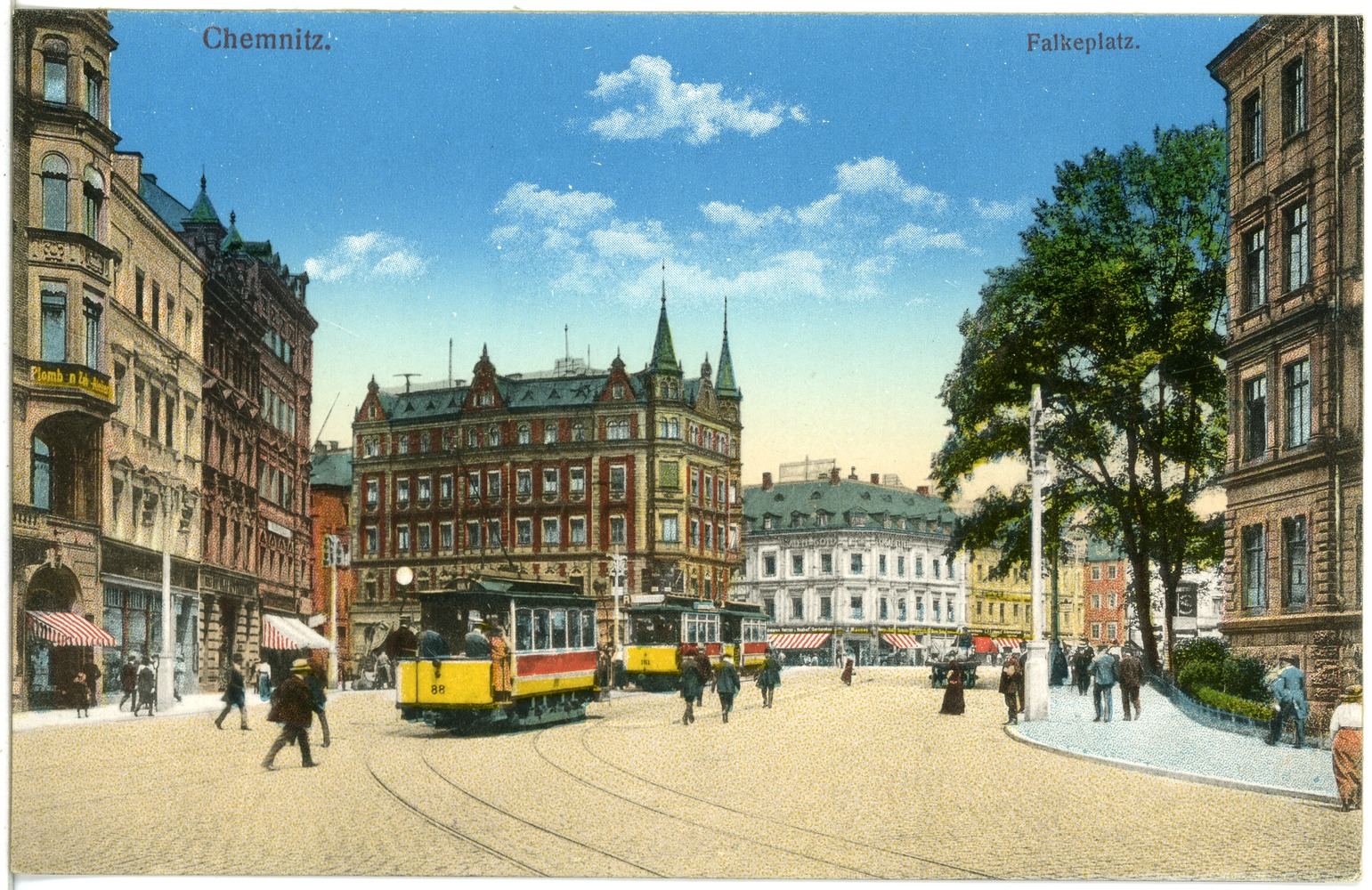
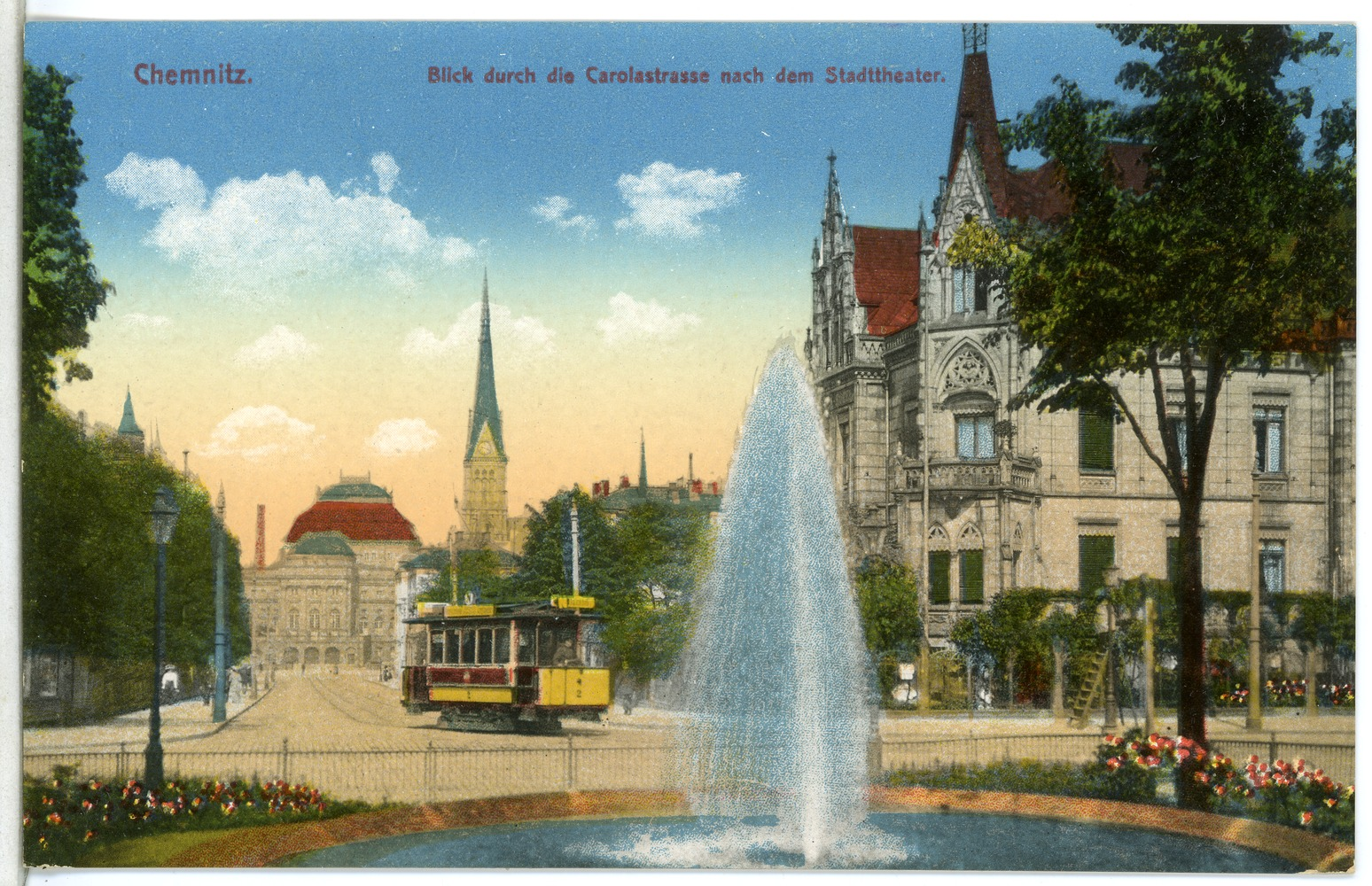
… und auf dem Bahnhofsvorplatz
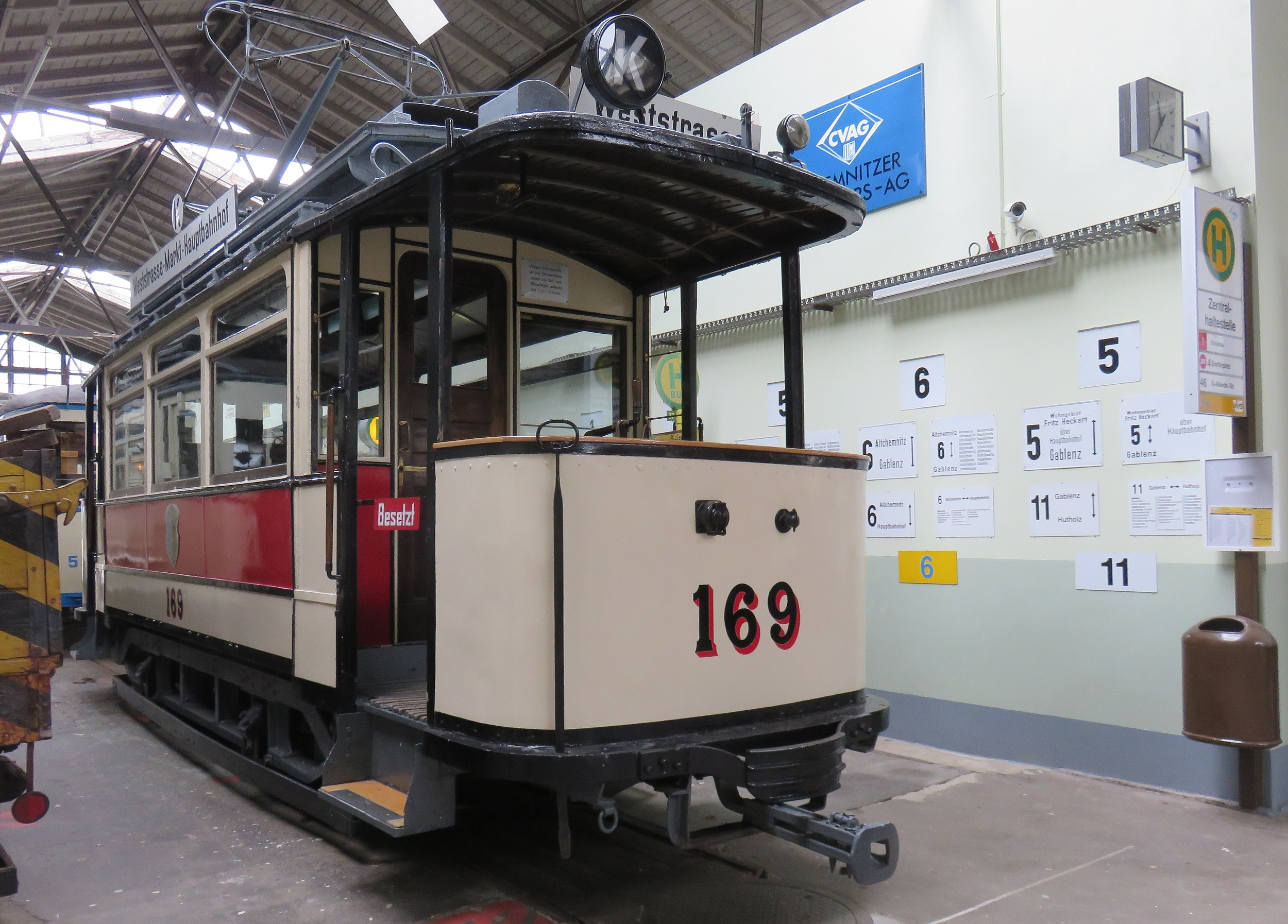
Historischer Wagen 169 im Straßenbahnmuseum Chemnitz-Kappel, 2018

#### Neufahrzeuge der 1920er Jahre
Ab 1924 wurde eine große Serie neuer Straßenbahnfahrzeuge für die Chemnitzer Straßenbahn ausgeliefert. Sie ersetzten größtenteils die Triebwagen aus der Anfangszeit des elektrischen Betriebs. In verschiedenen Ausführungen wuchs der Bestand bis 1929 auf 118 Wagen. Dazu entstanden bauartähnliche Beiwagen. Betrieblich wurden meist Zwei- oder Dreiwagenzüge gefahren.
Nach dem Zweiten Weltkrieg wurden acht zusätzliche Aufbauwagen unter Verwendung von Laufgestellen und Bodenrahmen kriegsbeschädigter Triebwagen von der Waggonfabrik Werdau geliefert.
Diese Fahrzeuge bildeten bis zum Ende des schmalspurigen Straßenbahnbetriebs im Jahr 1988 die Grundlage für den Straßenbahnbetrieb, da zu DDR-Zeiten keine weiteren Triebwagen geliefert wurden. Sie prägten für Jahrzehnte das Chemnitzer/Karl-Marx-Städter Stadtbild.

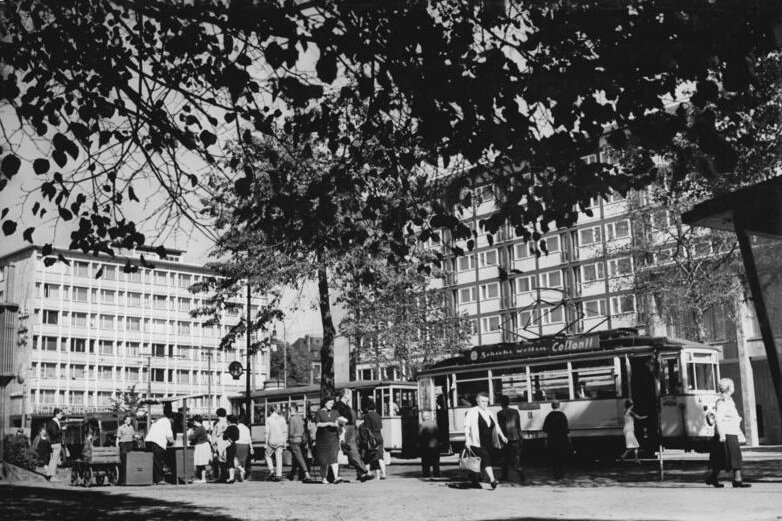
Zug aus Trieb- und Beiwagen am Haltepunkt Theaterplatz vor dem Hotel Moskau, 1962
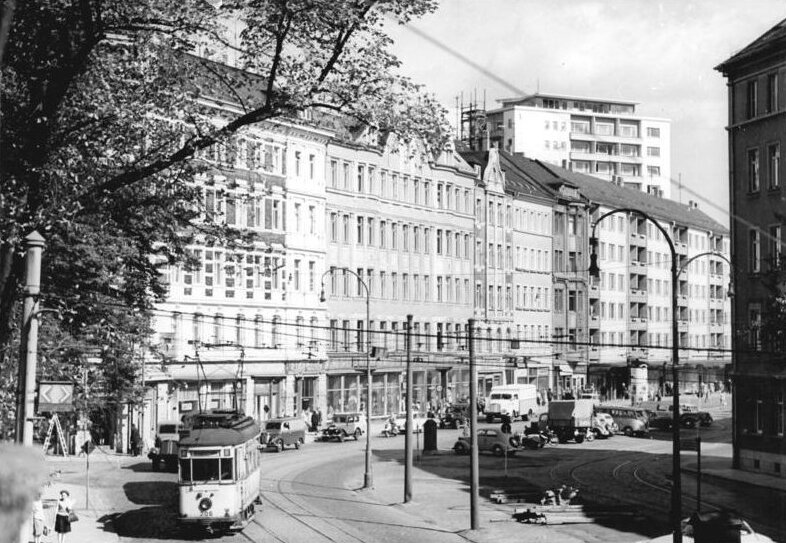
Einzeltriebwagen der Linie 8 biegt auf der Wilhelm-Pieck-Straße (heute Theaterstraße) aus Richtung Gleisdreieck kommend auf die Kaßbergauffahrt ab, 1962
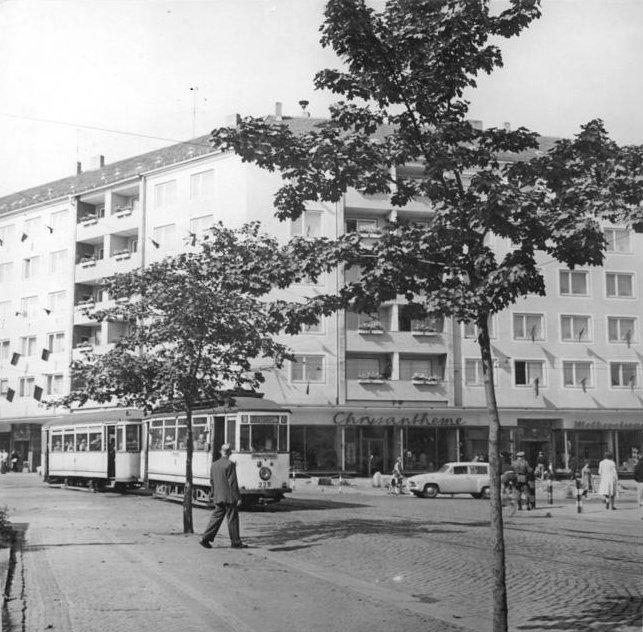
Schmalspurzug auf der Wilhelm-Pieck-Straße (heute Theaterstraße), 1960
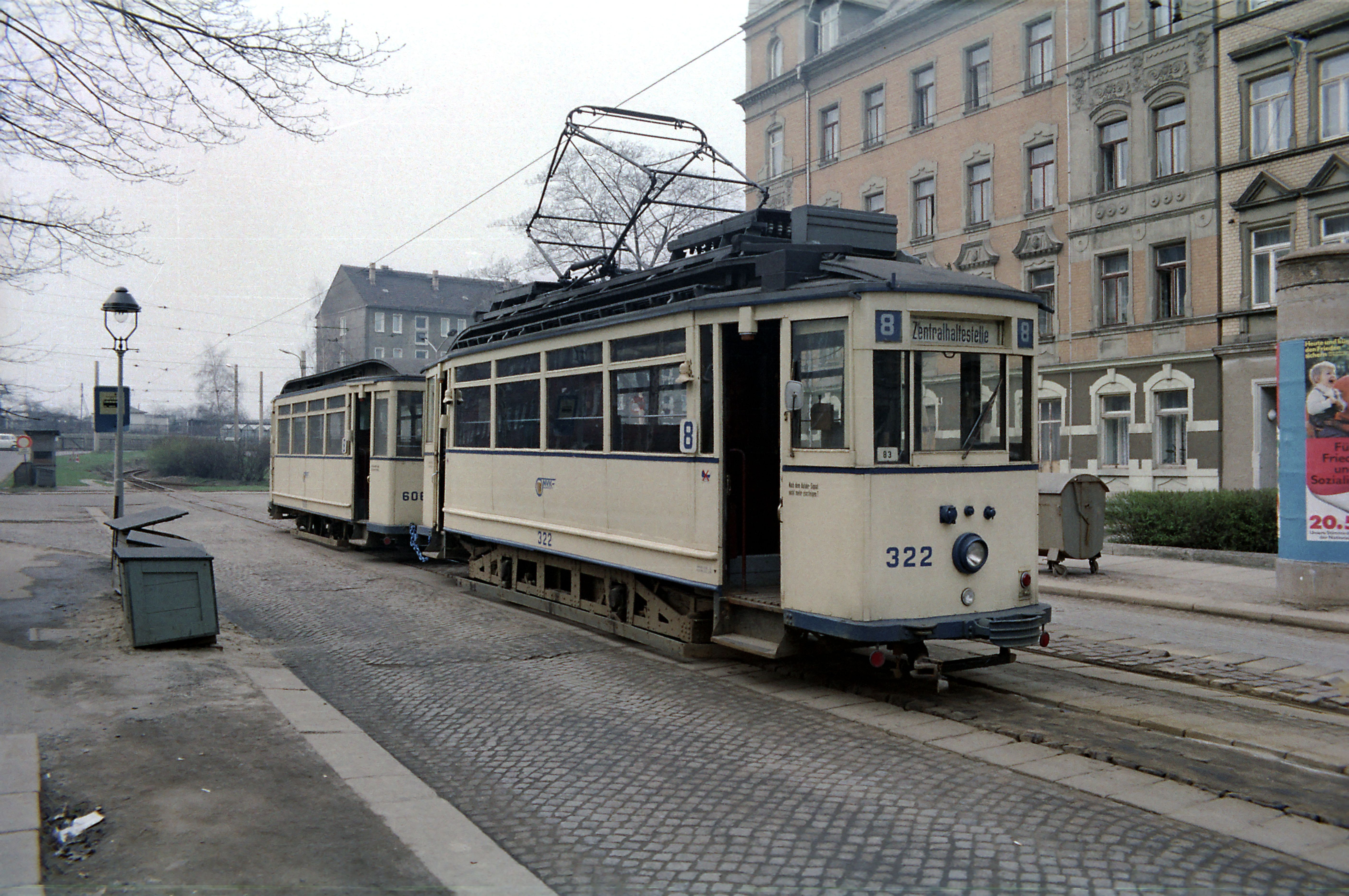
Schmalspurzug der Linie 8 nach dem Wenden an der Endstelle Weststraße (Kaßberg), 1979

### Regelspurfahrzeuge

#### Gotha-Triebwagen T57
Den Grundbestand regelspuriger Fahrzeuge für das neue Straßenbahnsystem sollten Zweirichtungstriebwagen des VEB Waggonbau Gotha bilden. Die ersten Fahrzeuge trafen 1959 in Karl-Marx-Stadt ein und wurden bis 1964 durch Einrichtungswagen ergänzt. Somit standen Mitte der 1960er Jahre 36 Trieb- und 55 Beiwagen zur Verfügung. Sie standen bis 1967 im Dienst der Verkehrsbetriebe Karl-Marx-Stadt und wurden anschließend an andere Straßenbahnbetriebe in der DDR abgegeben.

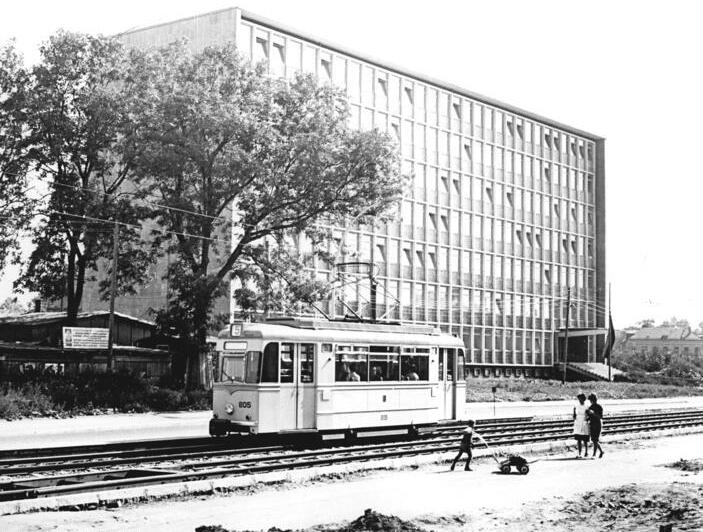
Gotha-Triebwagen der Linie 5 auf der Annaberger Straße vor dem Forschungszentrum des Werkzeugmaschinenbaues, 1960
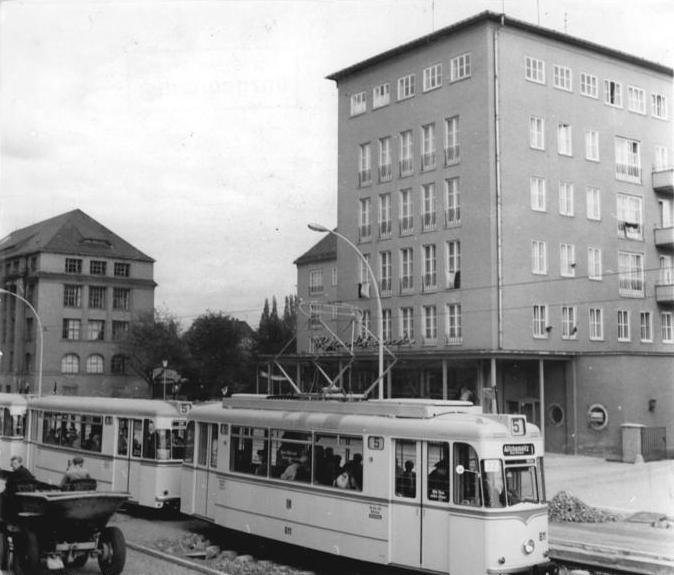
Gotha-Zug der Linie 5 auf der Annaberger Straße Ecke Erdmannsdorfer Straße, 1961
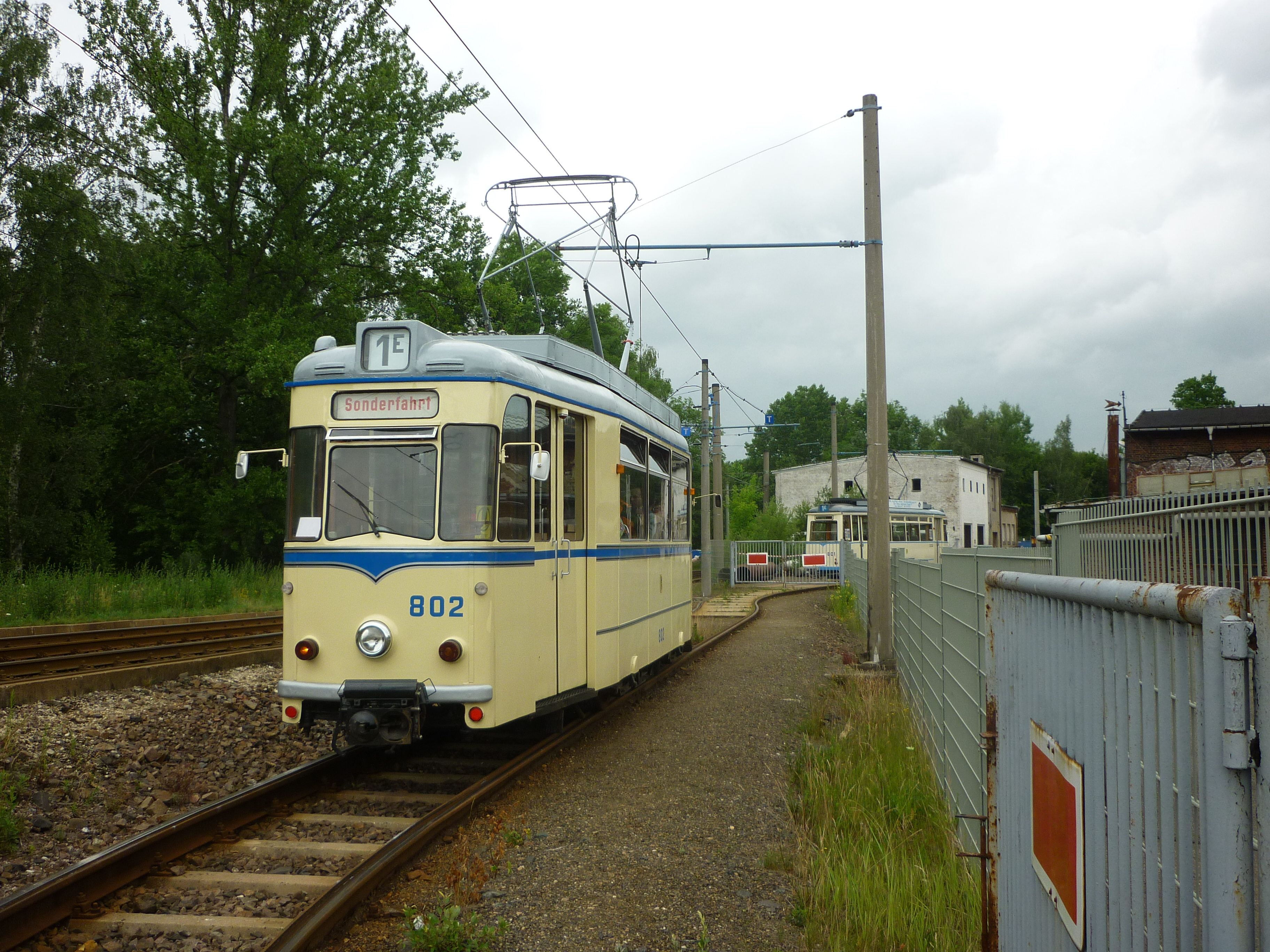
Gotha-Triebwagen als Museumsfahrzeug bei der Ausfahrt aus dem Betriebshof Kappel, 2011

#### Tatra T3D
Da die Gotha-Triebwagen nicht für einen modernen Straßenbahnbetrieb geeignet waren, bestellten die Verkehrsbetriebe Ende der 1960er Jahre Großraumtrieb- und Beiwagen des Typs Tatra T3 mit einer Wagenkastenbreite von 2,50 m bei ČKD Tatra in Prag. Diese eigneten sich durch ihre hohe Kapazität für das Regelspurnetz. Die Wagen wurden für den Betrieb in der DDR entsprechend angepasst und als Typ T3D in die DDR geliefert. Ab 1969 kamen die ersten Fahrzeuge zum Einsatz. Karl-Marx-Stadt erhielt insgesamt 130 Trieb- und 62 Beiwagen. Neben Karl-Marx-Stadt erhielten nur noch die Verkehrsbetriebe Schwerin Fahrzeuge gleichen Typs. Die T3D für Karl-Marx-Stadt waren (wie fast alle Fahrzeuge von ČKD Tatra für die DDR)  in den Prager Stadtfarben in rot-elfenbein lackiert.
Zu Beginn der 1990er Jahre beschloss die neu gegründete CVAG eine Modernisierung von 36 Tatrazügen durch den Waggonbau Bautzen. Hierbei erhielten sie ein neues Design sowie eine technische Modernisierung. Mit der Einführung der Škoda ForCity-Classic-Fahrzeuge schieden sie zwischen Ende 2019 und Mitte 2020 schrittweise aus dem Regeldienst aus. Allerdings bleibt eine Betriebsreserve von vier T3DM im Bestand, um den Mehrbedarf an Fahrzeugen sowie den Ausfall von Niederflurwagen insbesondere im Winter aufzufangen. Nichtmodernisierte Fahrzeuge befinden sich nicht mehr im Einsatz. Sie wurde größtenteils nach Kasachstan und Russland verkauft. Vier Arbeitswagen mit den Betriebsnummern 403 und 405 (Winterdienst- und Schienenschleifwagen) sowie 409 und 410 (Rangierwagen) sind derzeit im Bestand. Zwei Trieb- (Betriebsnummern 401 und 402) und ein Beiwagen (713) verblieben als Museumswagen.

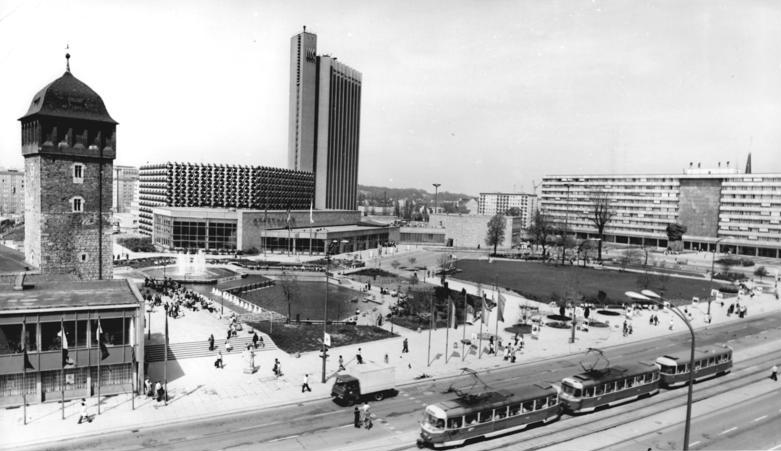
Zentrum Karl-Marx-Stadt mit Neubaustrecke (1977)
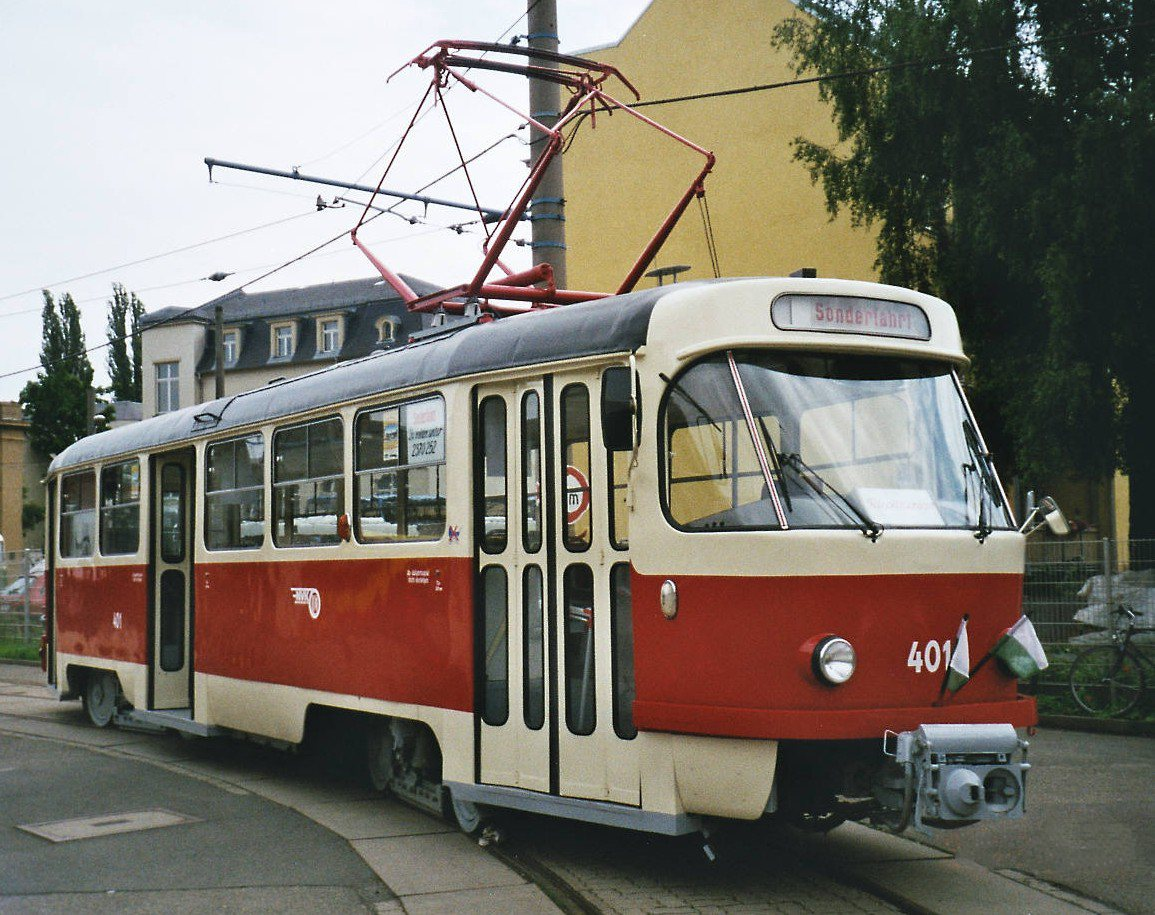
Triebwagen 401 in den Prager Stadtfarben im Straßenbahnmuseum (2003)
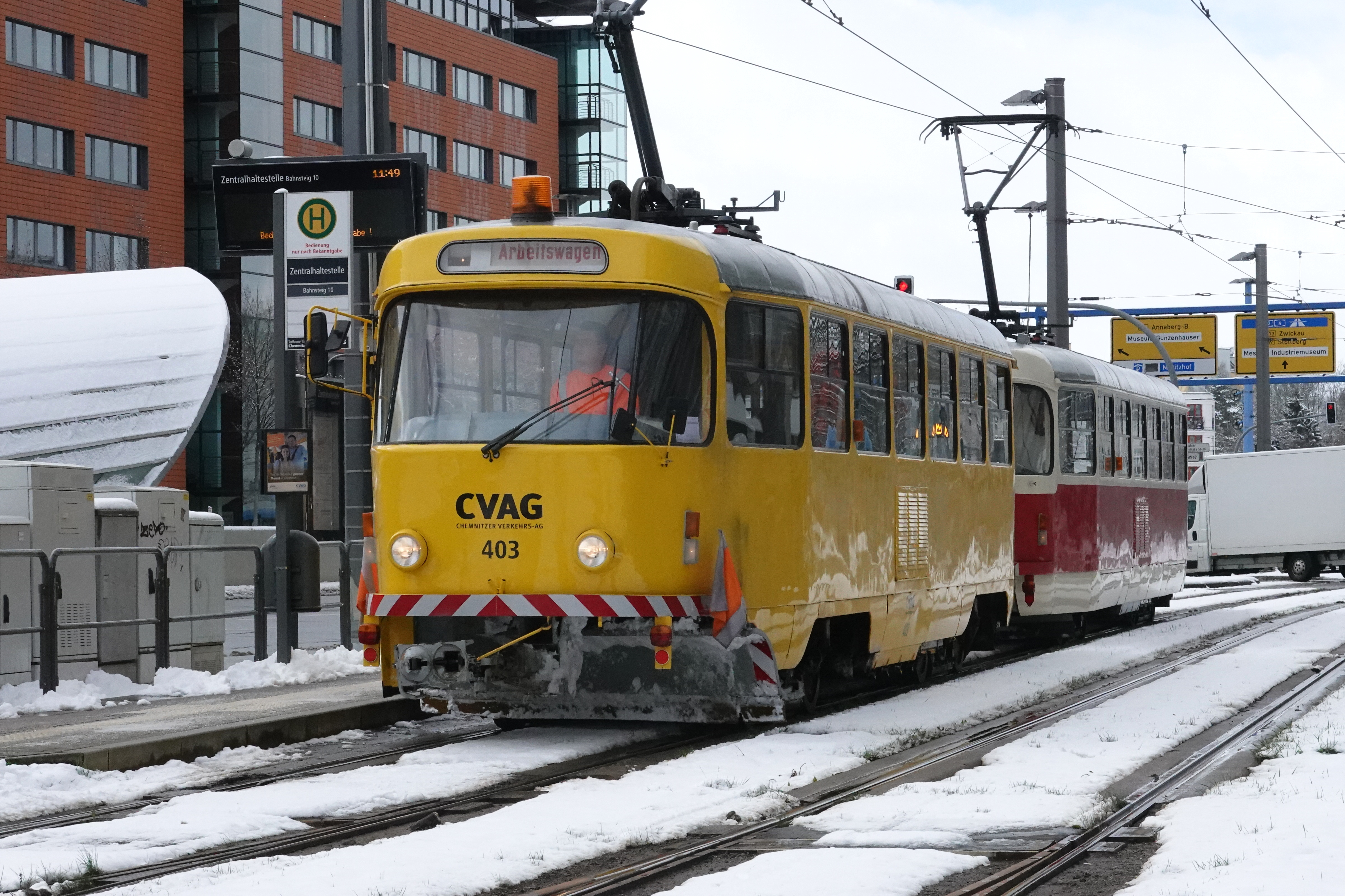
Arbeitstriebwagen 403 im Wintereinsatz (2021)
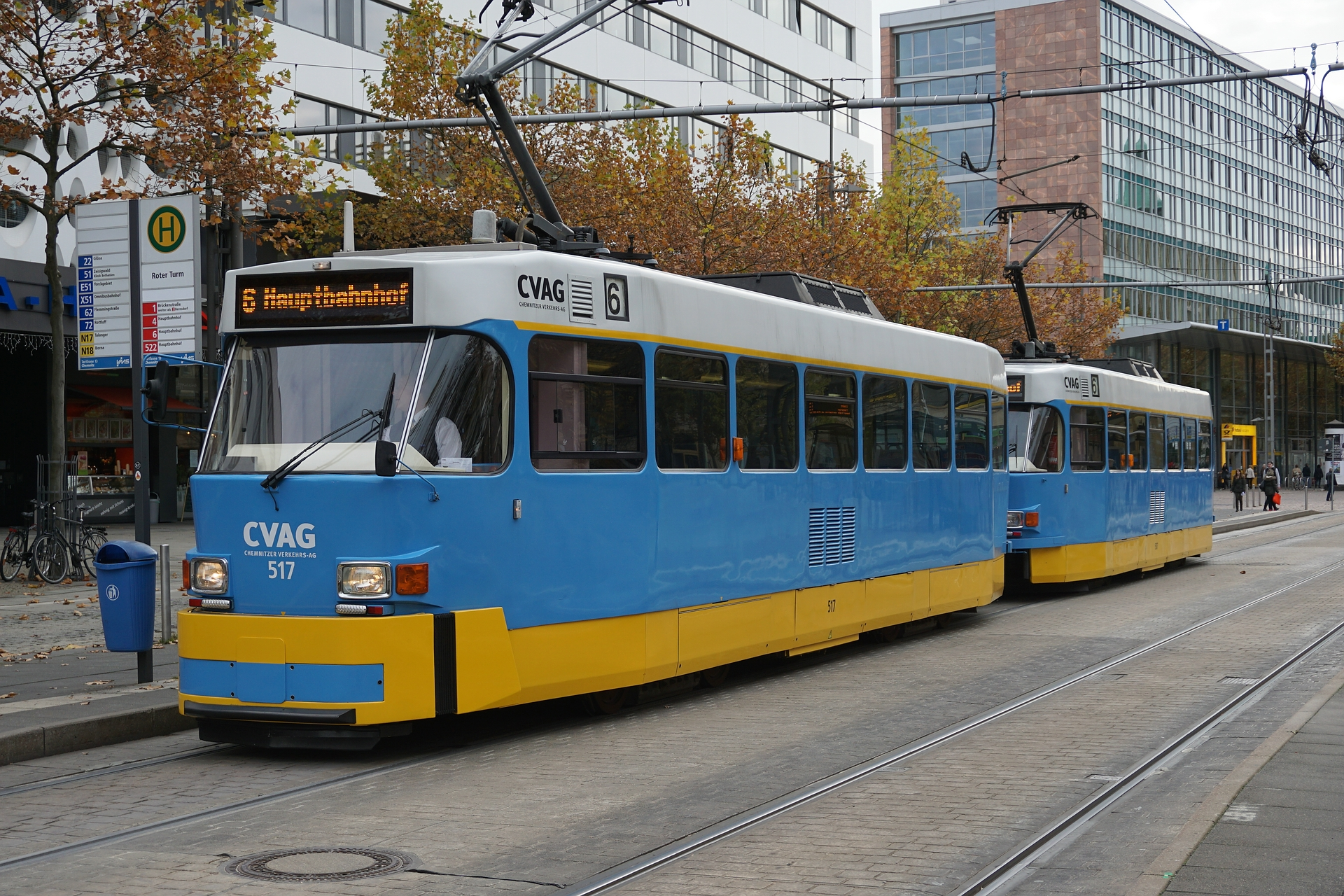
Tatra T3D-M Doppeltraktion an der Haltestelle Roter Turm (2015)

#### Variobahn
Nach der politischen Wende in Deutschland und der Wiedervereinigung stand der neugegründeten CVAG nur ein überalterter Fahrzeugpark zur Verfügung. Das Unternehmen beschaffte neue Niederflurfahrzeuge aus dem Hause ADtranz. Ab 1994 wurde der Prototyp mit der Wagennummer 601 eingesetzt und ausführlich erprobt. Ende der 1990er Jahre folgte die Serienlieferung. Die Variobahn-Gelenkwagen sind durchgehend niederflurig und bestehen aus fünf Wagenkästen. Ein Fahrzeug ist 31,38 m lang und 2,65 m breit.

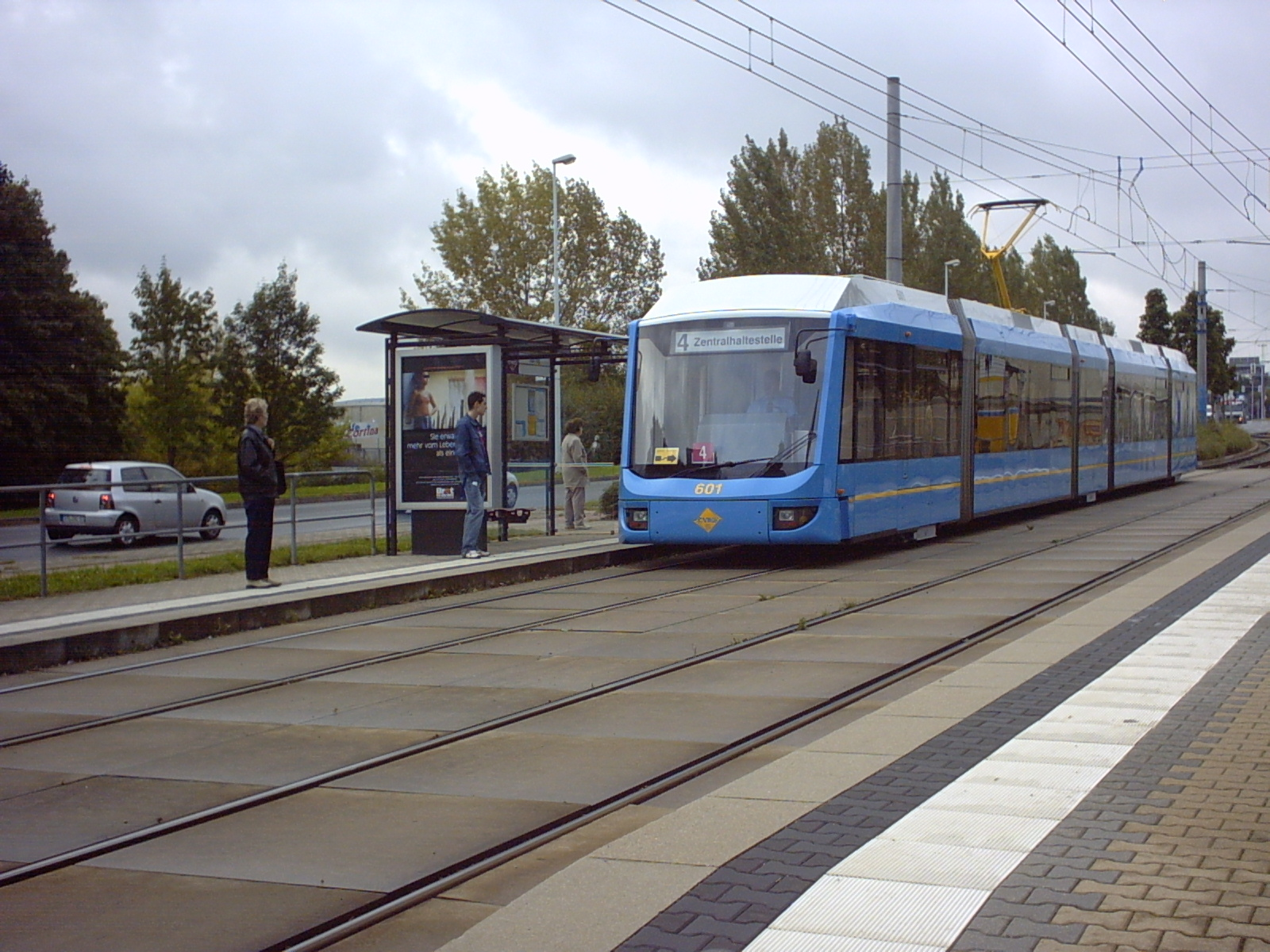
Prototyp der Variobahnen, 2005
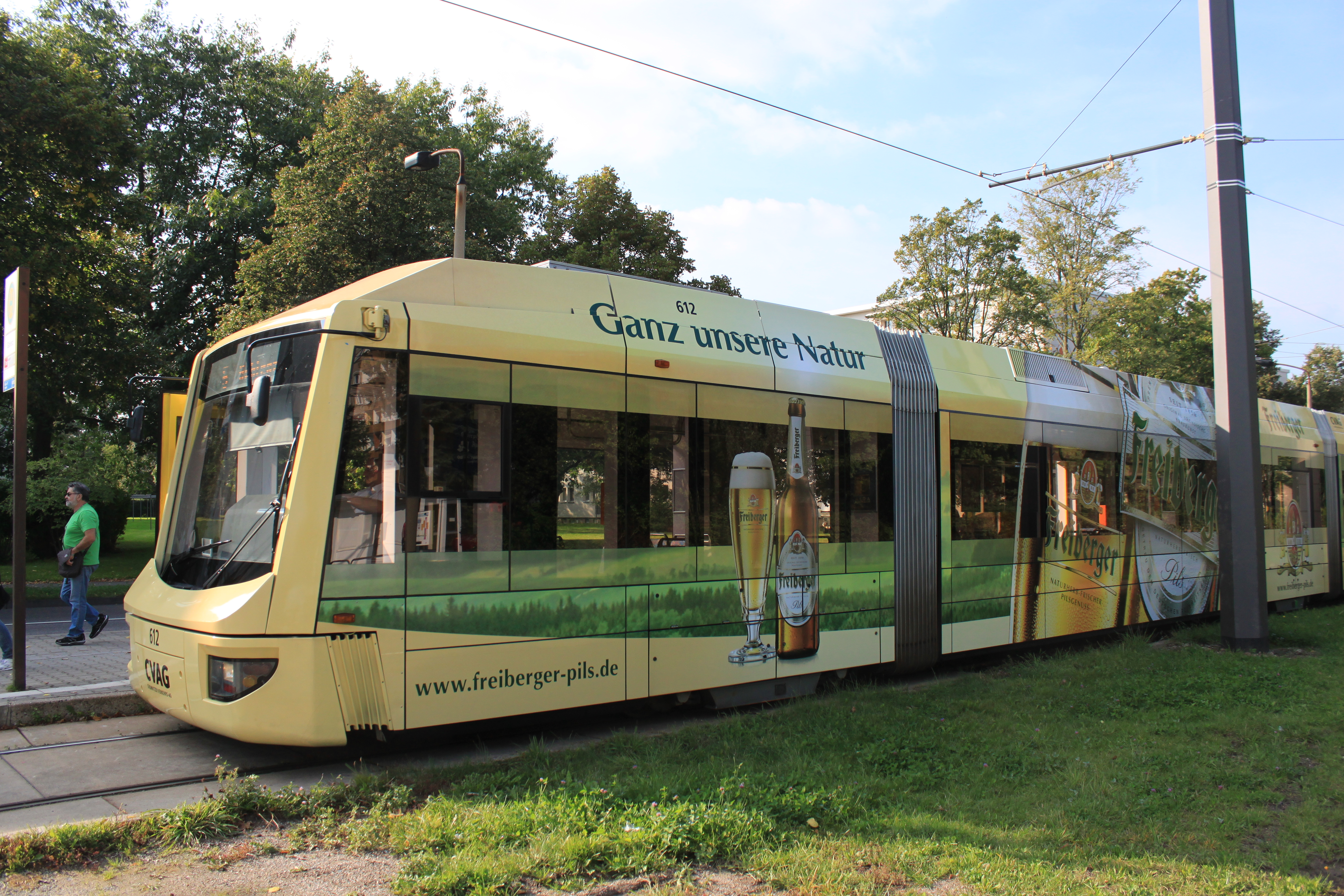
CVAG-Variobahn mit Vollwerbung, 2011
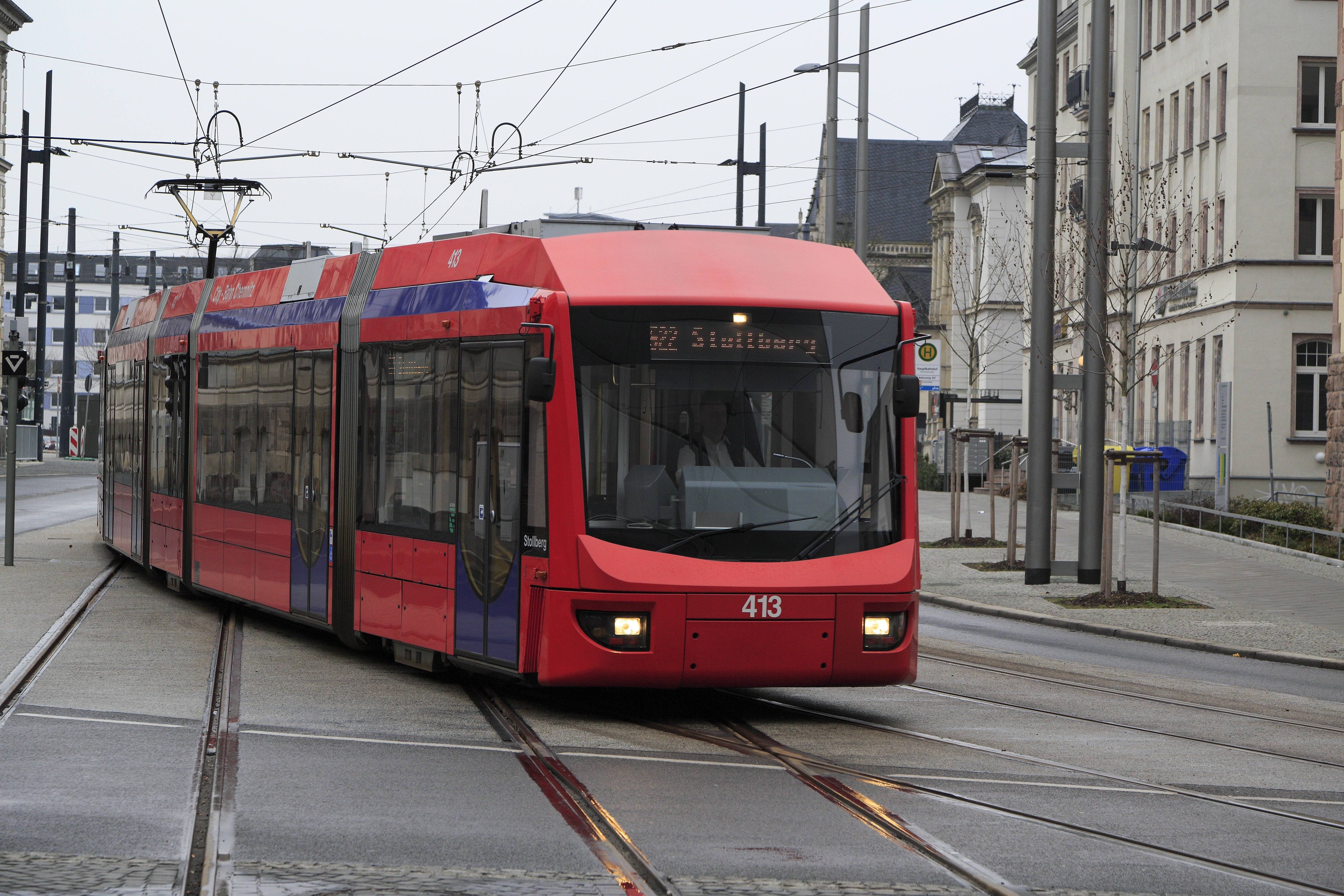
CityBahn-Variobahn bei der Einfahrt in den Hauptbahnhof, 2015
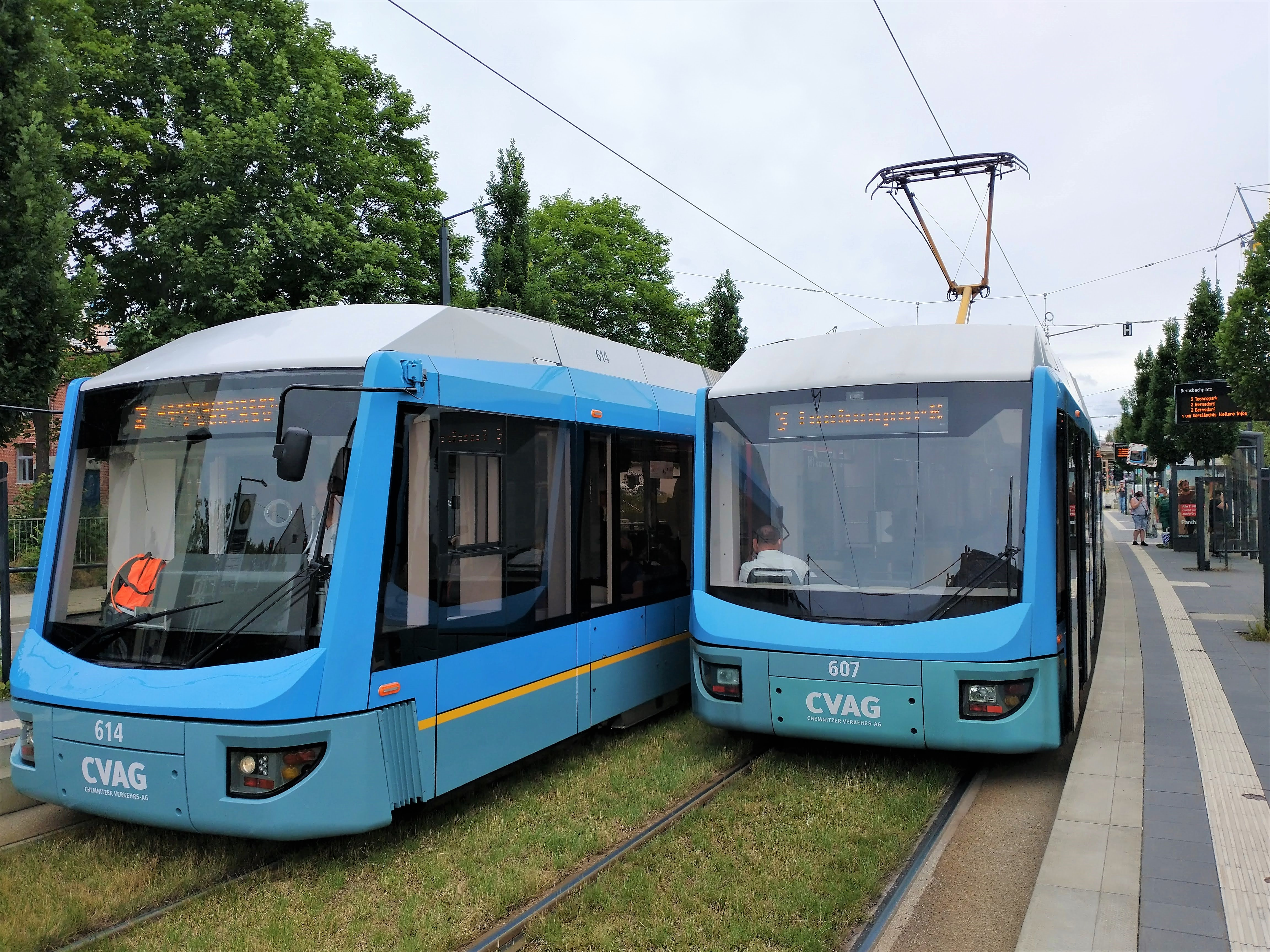
Variobahnen der CVAG an der Haltestelle Bernsbachplatz, 2021

#### Škoda 35T
Am 14. Juni 2016 schloss die CVAG mit dem tschechischen Hersteller Škoda einen Vertrag zum Bau von 14 Straßenbahnwagen des Typs Škoda 35T, nach dem bereits im Jahr 2012 ein Probefahrzeug des Typs 15T für Prag getestet worden war. Der erste Triebwagen (Nr. 912) traf in der Nacht vom 29. zum 30. November 2018 in Chemnitz ein. Am 25. September 2019 nahmen die ersten Škodabahnen den regulären Linienbetrieb auf. Die letzten beiden Züge wurden im Juli 2020 in Dienst gestellt.

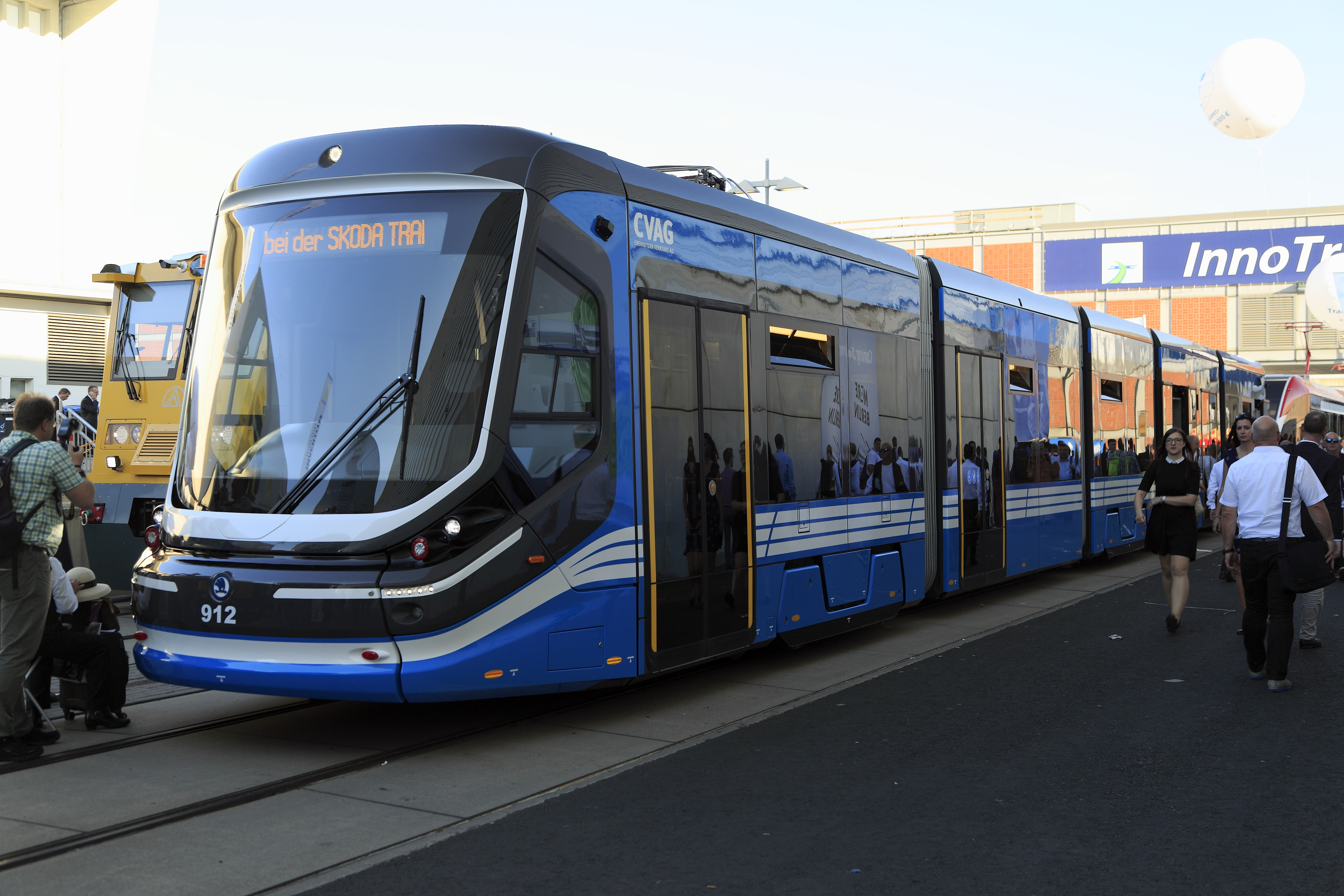
Triebwagen 912 auf der InnoTrans in Berlin, 2018
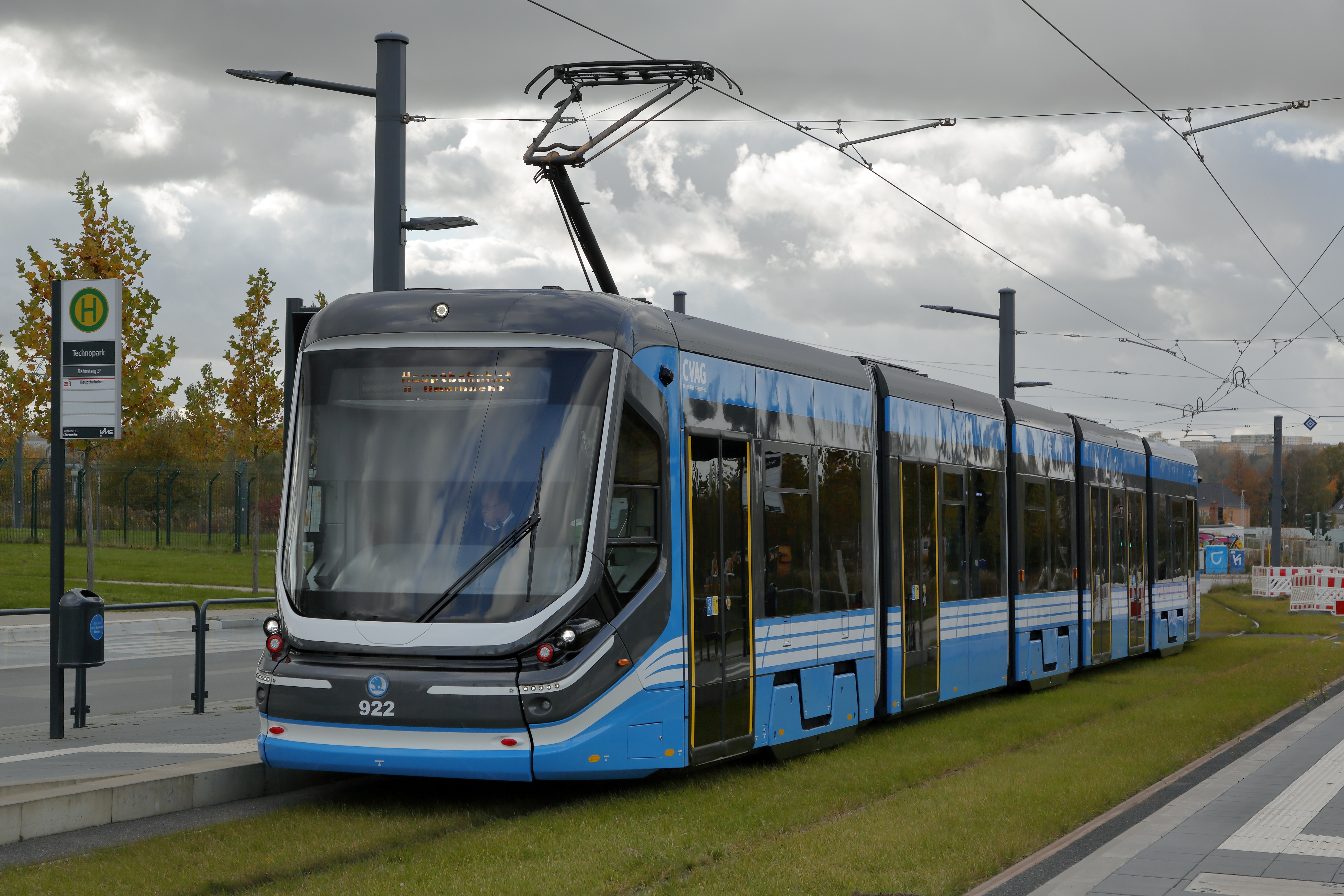
Wagen 922 an der Haltestelle Technopark, 2021
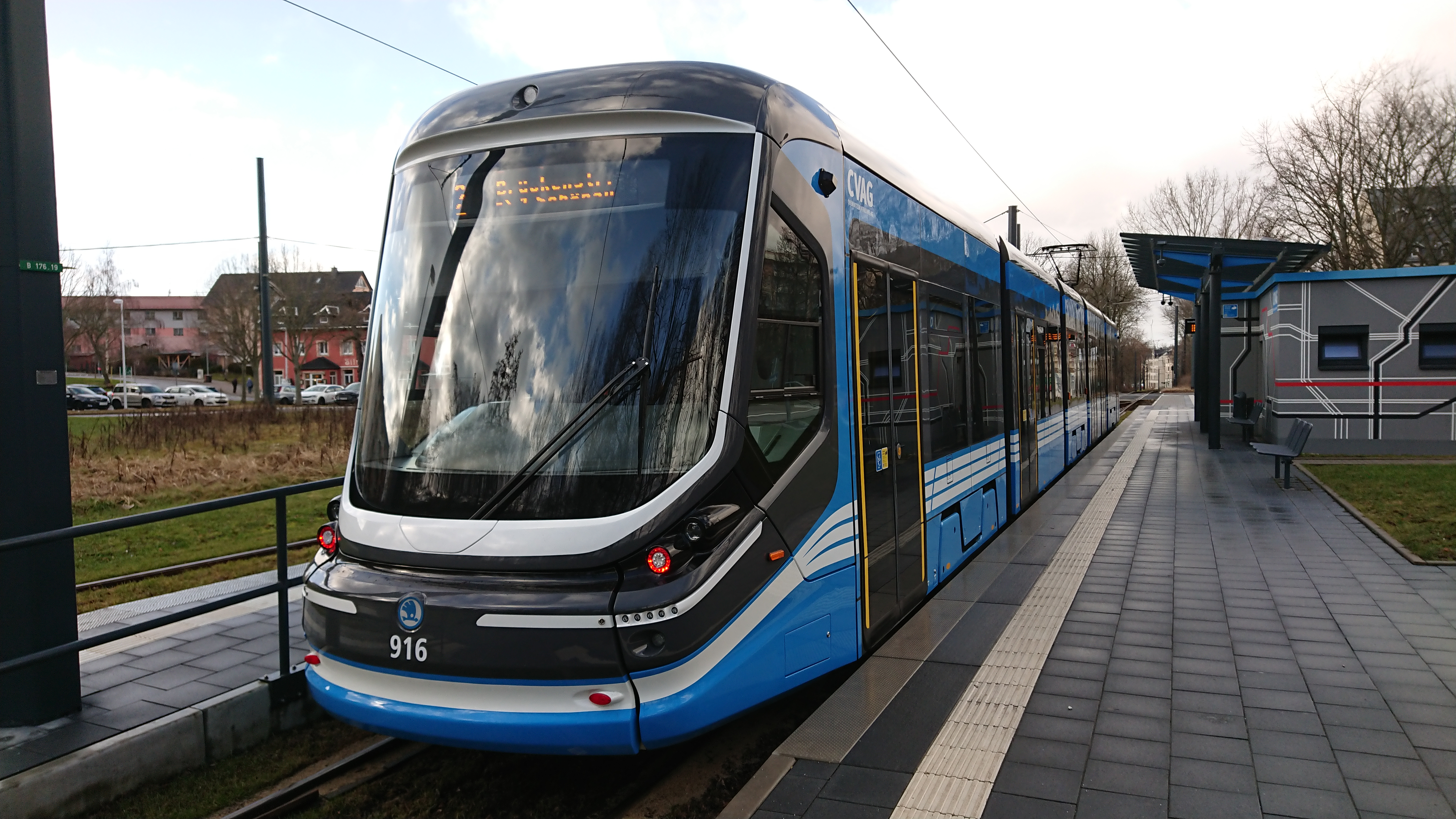
Škoda-Triebwagen in Bernsdorf, 2022
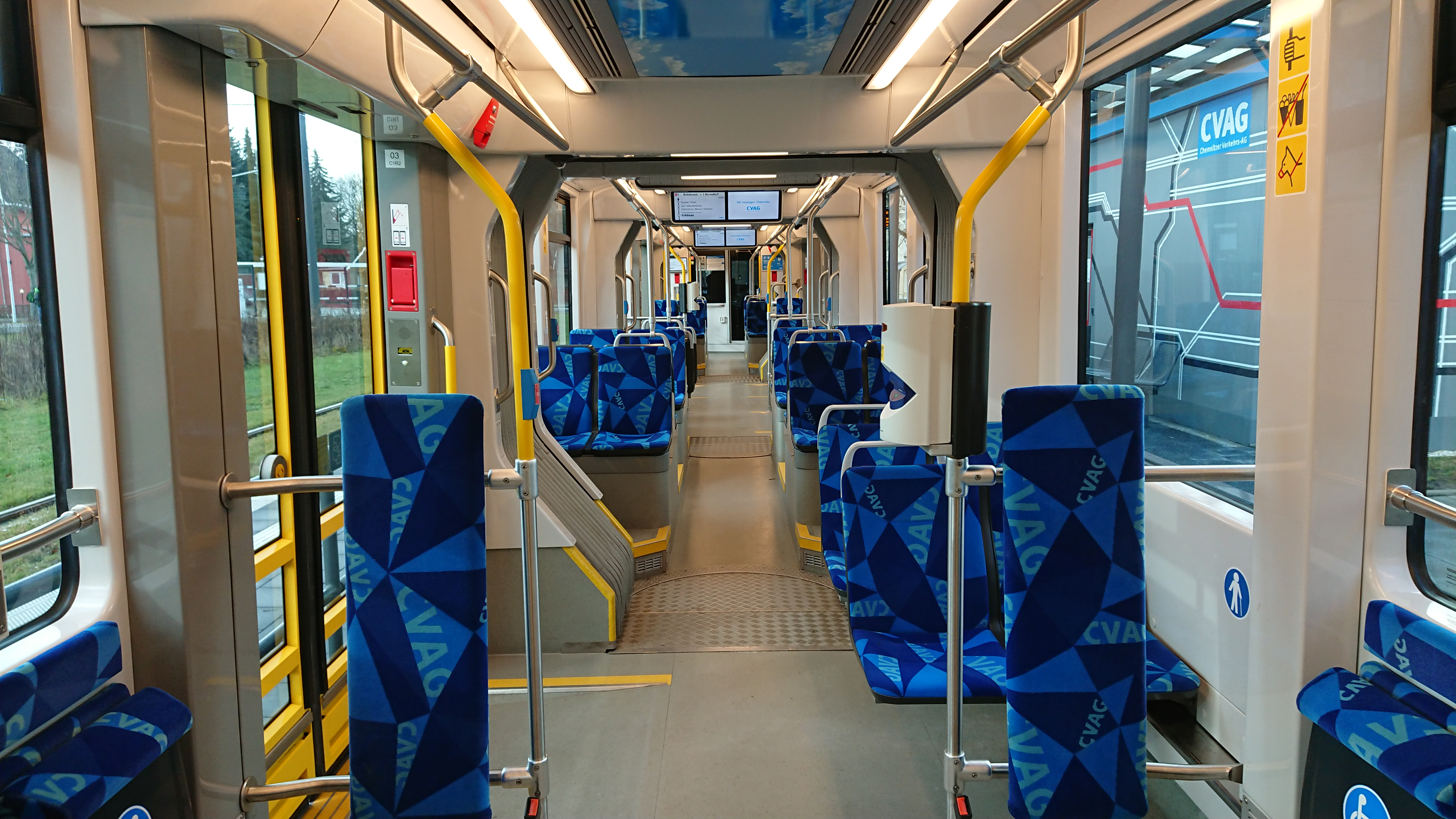
Innenraum eines Škoda-Triebwagens, 2022

##### Taufnamen
Im Zuge der Bewerbung zur Europäischen Kulturhauptstadt 2025 beschloss die CVAG, die neuen Škoda-Wagen nach den Partnerstädten der Stadt Chemnitz zu benennen. Darüber hinaus wurden noch die Namen der Heimatstadt Chemnitz und der Sitz des Herstellers Pilsen ausgewählt. Das bisher nicht getaufte Fahrzeug 922 erhält voraussichtlich den Namen der Partnerstadt Timbuktu.
| Fahrzeugnr. | Taufname       | Taufdatum          |
| ----------- | -------------- | ------------------ |
| 911         | Chemnitz       | 17. September 2020 |
| 912         | Düsseldorf     | 1. Oktober 2020    |
| 913         | Manchester     | 29. April 2021     |
| 914         | Mulhouse       | 12. Oktober 2021   |
| 915         | Wolgograd      | 20. August 2021    |
| 916         | Tampere        | 30. September 2022 |
| 917         | Kirjat Bialik  | 26. Oktober 2022   |
| 918         | Łódź           | 6. März 2023       |
| 919         | Akron          | 12. Mai 2023       |
| 920         | Taiyuan        | 26. April 2024     |
| 921         | Ústí nad Labem | 10. Mai 2024       |
| 922         |                |                    |
| 923         | Ljubljana      | 17. September 2020 |
| 924         | Plzeň          | 17. September 2020 |

#### Vossloh/Stadler Citylink
Mit der Erweiterung des Chemnitzer Modells auf die Strecken nordwärts des Hauptbahnhofes wurde die Anschaffung neuer Zweikrafttriebwagen beschlossen, welche sowohl elektrisch im Straßenbahnnetz und unter Nutzung der Dieselgeneratoren im Eisenbahnnetz verkehren können. Nach einer Ausschreibung setzte sich der Hersteller Vossloh durch. Besonderheit der Fahrzeuge sind die unterschiedlichen Einstiegshöhen, sodass eine Neukonstruktion notwendig war. Seit 2016 werden die Fahrzeuge eingesetzt.

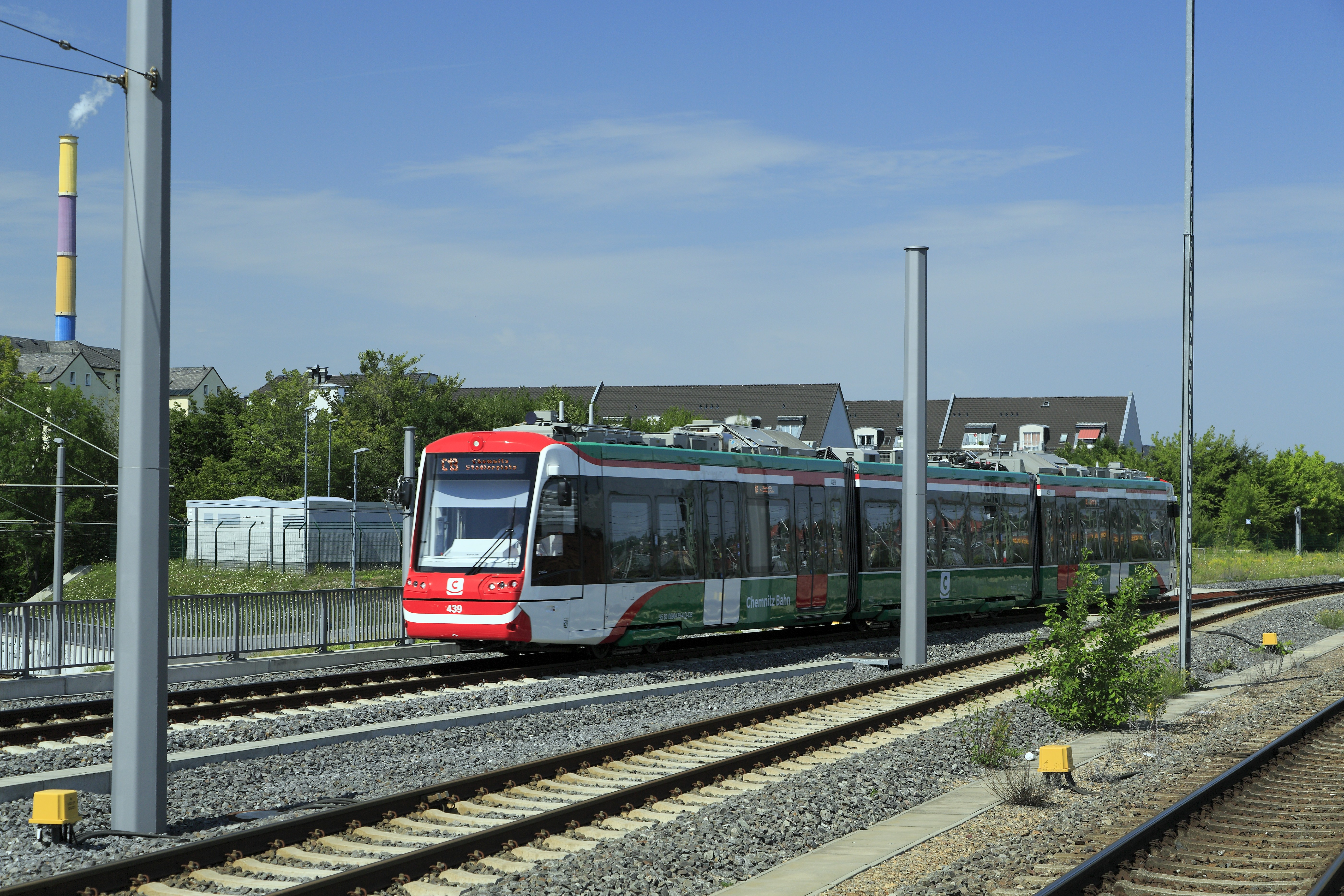
Citylink auf dem Verbindungsgleis am Hauptbahnhof, 2017
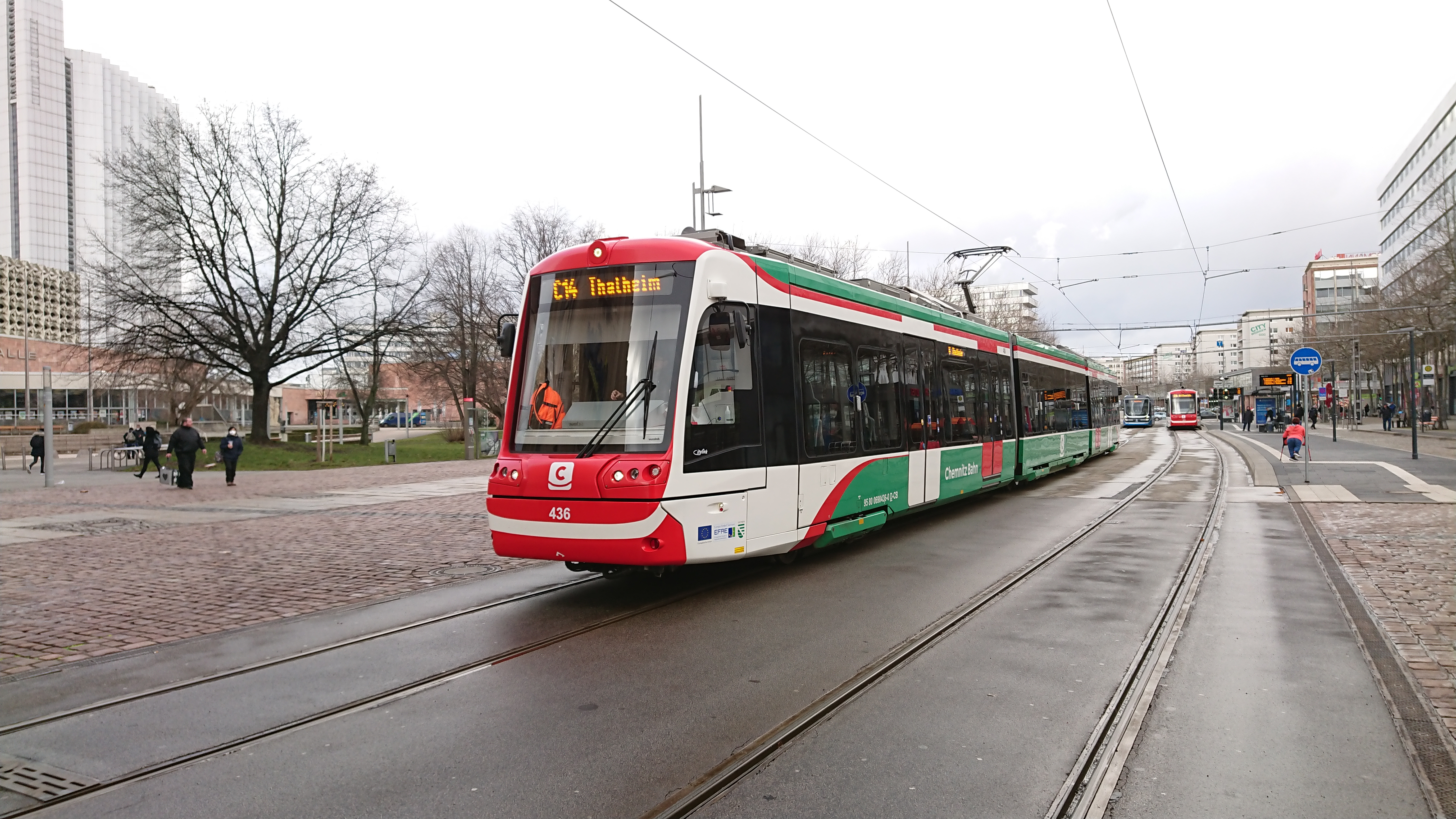
Citylink in der Chemnitzer Innenstadt Richtung Thalheim, 2022

## Erweiterung in Stadt und Umland

### Chemnitzer Modell
Schon zu Zeiten des Umbaus des schmalspurigen Straßenbahnnetzes zu einem regelspurigen Stadtbahnnetz wurden Pläne für eine Stadtumlandbahn gesponnen. Bereits 1990 wurden die ersten Überlegungen und Planungen zur Weiterführung der Straßenbahn in den Großraum Chemnitz begonnen, die unter dem Namen „Chemnitzer Modell“ bekannt wurden. Im März 1997 gründeten die CVAG und die Autobus GmbH Sachsen das Tochterunternehmen City-Bahn Chemnitz GmbH, das seinen Sitz im Chemnitzer Hauptbahnhof hat.
Am 15. Dezember 2002 wurde die Pilotstrecke des Chemnitzer Modells zwischen Chemnitz Hauptbahnhof und Stollberg (Sachs) eingeweiht. Bis zur Station Altchemnitz werden die innerstädtischen Gleise der Straßenbahn benutzt. In Altchemnitz stellt ein rund 150 Meter langes Übergangsgleis die Verbindung zwischen der zweigleisigen Straßenbahn und der eingleisigen Nebenbahn nach Stollberg her. Diese Verknüpfung zwischen Straßenbahn und Eisenbahn wird als Regionalstadtbahn beziehungsweise als Tram-Train bezeichnet. Die zuvor nicht elektrifizierte Eisenbahnstrecke wurde mit 750 Volt Gleichspannung elektrifiziert – das Chemnitzer Straßenbahnnetz wird dagegen mit 600 Volt betrieben.
Diese erste Strecke des Chemnitzer Modells ist sehr erfolgreich: Waren noch auf den früheren Busverbindungen nach Stollberg rund 1000 Fahrgäste täglich zu verzeichnen, so hatte die dafür gebaute Stadtbahnverbindung 6000 Reisende pro Tag, die vorherigen Erwartungen lagen bei rund 2500 Nutzern täglich.
Seit Ende der 2000er/Beginn 2010er Jahre wird der Ausbau des Umlandnetzes forciert. Dazu gehört die Verknüpfung von Straßenbahn und Eisenbahn im Hauptbahnhof (2013) und am Technopark (2022).

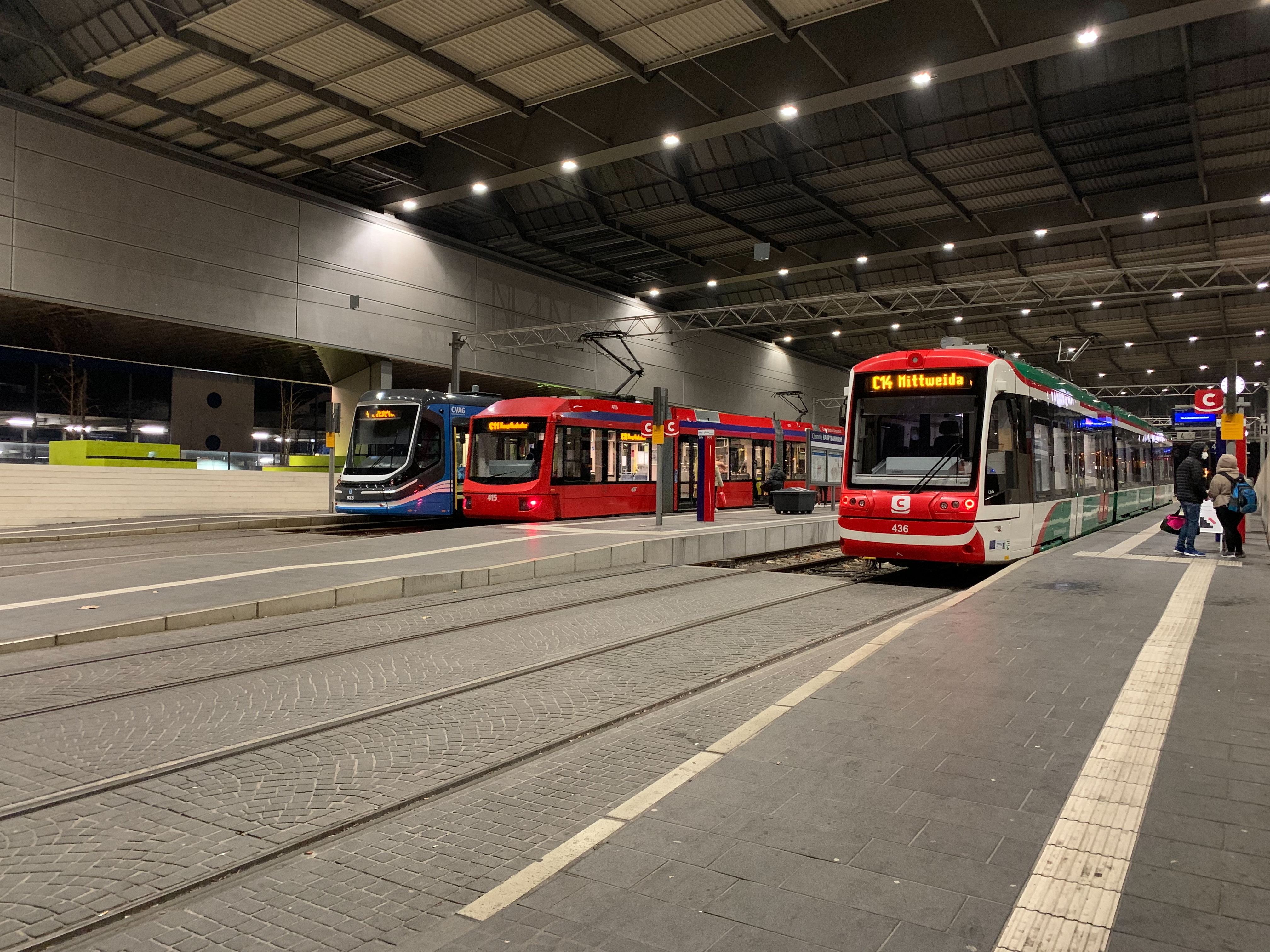
Citylink, CB-Variobahn und ForCity im Hauptbahnhof, 2021
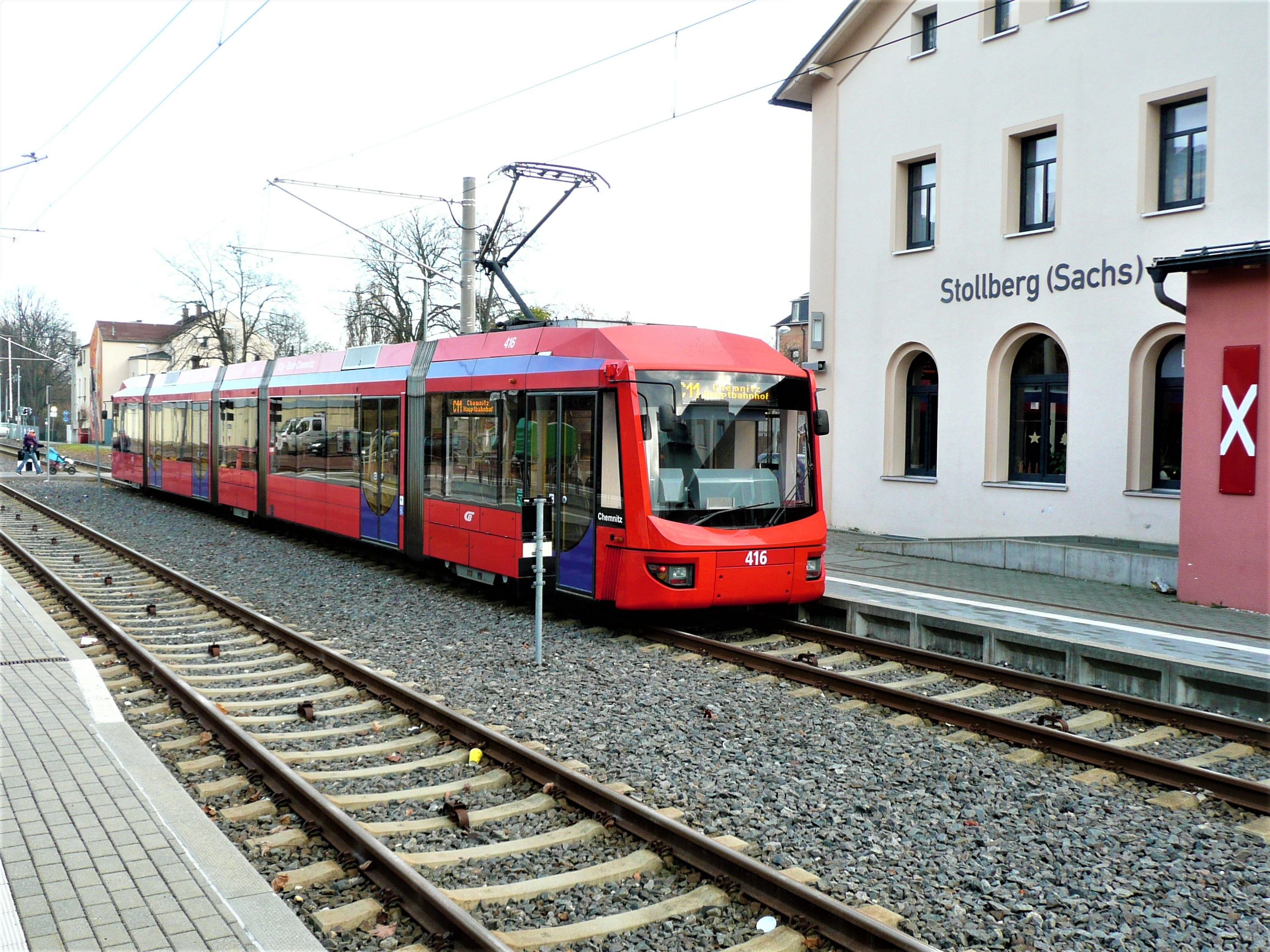
Variobahn im Bahnhof Stollberg, Endstation der Pilotstrecke, 2017
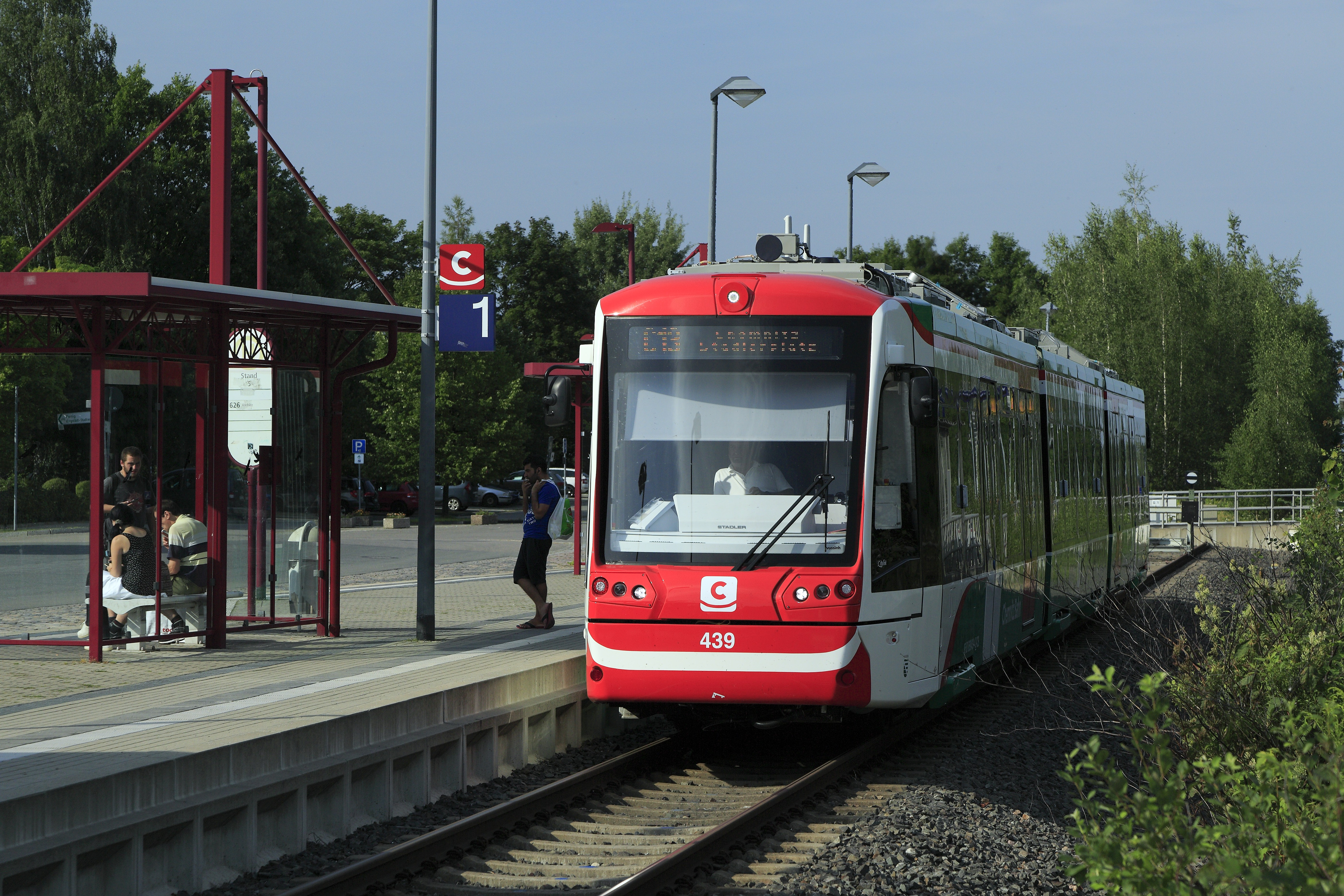
Citylink in Burgstädt, 2017
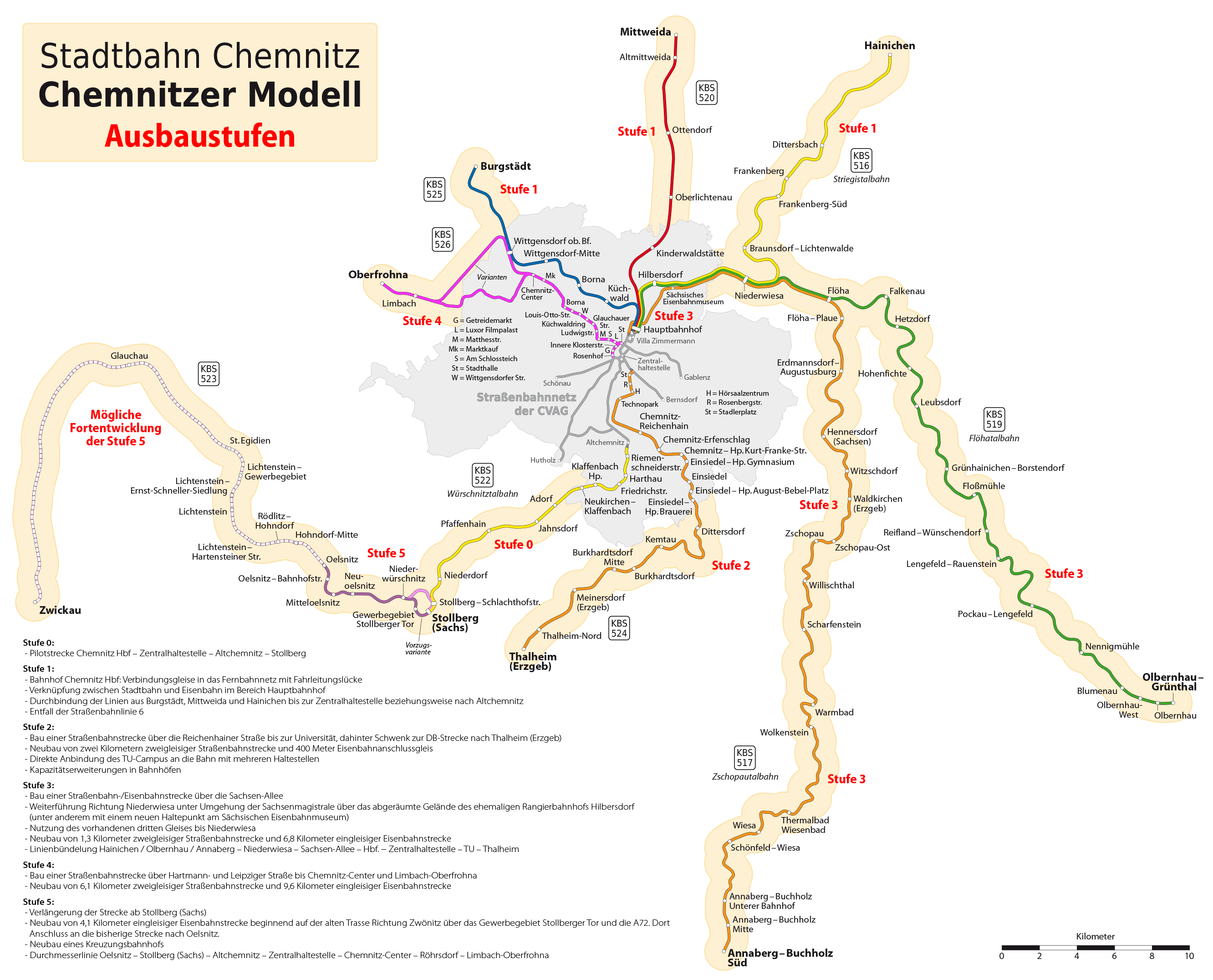
Ausbauplan des Chemnitzer Modells

### Weitere geplante Netzerweiterungen
Nach dem Umbau des Hauptbahnhofs und dem Bau der Campus-Trasse sollen weitere Bauprojekte umgesetzt werden. Einerseits ist für das Chemnitzer Modell der Bau einer Trasse von Chemnitz-Zentrum über die vom Kraftfahrzeugverkehr stark frequentierte Leipziger Straße nach Limbach-Oberfrohna vorgesehen, die bis zum Einkaufszentrum Chemnitz-Center im 10-Minuten-Takt von einer Straßenbahnlinie befahren werden soll. Durch die Anbindung sowohl an die Brückenstraße als auch den Falkeplatz über die Theaterstraße entsteht ein Ring um die Innenstadt. Der erste Abschnitt bis zur Kreuzung Hartmannstraße/Leipziger Straße soll zwischen 2025 und 2027 fertiggestellt werden.
Andererseits wird auch der Bau der oftmals geforderten Westverlängerung der jetzigen Linie 1 von Schönau nach Reichenbrand als wahrscheinlich angesehen, da durch das derzeitige Streckenende in Schönau nach wie vor ein starker Buszubringerverkehr benötigt wird. Eine entsprechende Trasse entlang des Kappelbachs wurden freigehalten. Pläne dazu gab es bereits bei Streckenneueröffnung 1988. Beim Neubau der Autobahn A72 vor Chemnitz-Süd und bei der Sanierung der Bahnstrecke Zwickau–Chemnitz–Dresden wurden die für diese Strecke notwendigen Brückenbauwerke bereits errichtet. Andererseits ließ die Stadt Chemnitz das Areal der ursprünglich geplanten Wendeschleife an der Nevoigtstraße mit einem Kfz-Parkplatz für Besucher des Tierparks überbauen. Stattdessen ist aktuell der Bau einer Strecke auf der Zwickauer Straße zwischen Guerickestraße und Reichenbrander Kirche geplant.
Auch eine Erweiterung vom Hauptbahnhof zum Zeisigwald wurde untersucht. Diese Strecke soll bis zum Einkaufszentrum Sachsen-Allee den gleichen Verlauf wie die Erweiterung nach Niederwiesa nehmen, danach aber der Palmstraße und Heinrich-Schütz-Straße folgen. Damit würde das Stadion an der Gellertstraße und das Bethanien-Klinikum angeschlossen werden. Im März 2023 gab es einen Grundsatzbeschluss des Stadtrates, den Bau der Strecken nach Reichenbrand und Zeisigwald weiterzuverfolgen.

## Straßenbahnmuseum Kappel

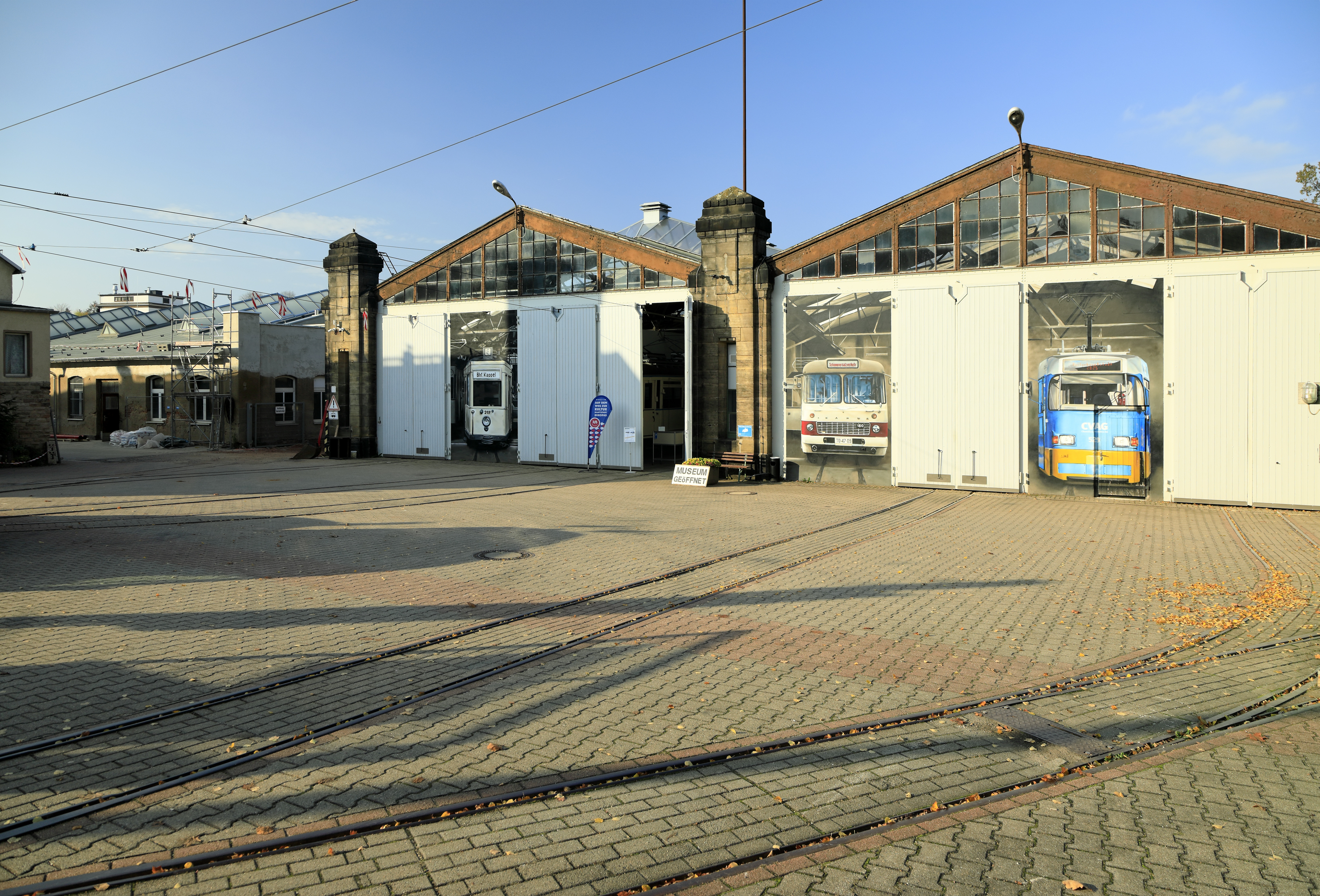
Ansicht der Fahrzeughallen des Straßenbahnmuseums (Schmalspurteil), 2024

Im ehemaligen Betriebshof Chemnitz-Kappel an der Zwickauer Straße ist seit 2002 das Straßenbahnmuseum untergebracht. Bis dahin wurde das ehemalige Depot in Chemnitz-Altendorf als solches verwendet. Diese Hallen sind umgebaut heute noch vorhanden. Das heutige Straßenbahnmuseum beherbergt diverse Fahrzeuge aus allen Epochen der Chemnitzer Straßenbahngeschichte. Aufgrund seiner Lage zwischen der Zwickauer Straße (ehemals die Schmalspurgleise Richtung Reichenbrand führend) und der Neubaustrecke Richtung Schönau können sowohl Schmalspur-, als auch Regelspurfahrzeuge untergebracht werden. Der Betriebshof selbst ist einer der ältesten der Stadt, stammt aus den 1880er Jahren und wurde bereits von der Pferdebahn verwendet. Zu Zeiten der Schmalspurstraßenbahn (bis 1988) diente der Betriebshof auch als Hauptwerkstätte. Neben Straßenbahnen werden auch Busse aus allen Betriebsepochen aufgearbeitet und ausgestellt. Neben den Ausstellungen werden mit den historischen Wagen der Regelspurbahn auch Sonderfahrten angeboten.